# Boeing 787
El Boeing 787, apodado «Dreamliner», es un avión comercial bimotor de tamaño medio y fuselaje ancho desarrollado por el fabricante estadounidense Boeing Commercial Airplanes desde 2009. La aeronave, de doble pasillo, puede transportar entre 217 y 323 pasajeros, dependiendo del tipo (787-8, -9 o -10). Su primer vuelo tuvo lugar el 19 de diciembre de 2009. Su competidor directo es el Airbus A350.
El 787 es capaz de aportar la autonomía de vuelo de los aviones de gran tamaño a los reactores de tamaño medio, y proporciona a las líneas aéreas una eficiencia sin precedentes en cuanto a consumo de combustible, con los consiguientes beneficios para el medio ambiente. Consume un 20 % menos de combustible que cualquier otro avión de su tamaño en misiones similares. Es de destacar la significativa reducción en su peso total, por el uso de materiales compuestos en la mayoría de su construcción: como referencia, el Boeing 787 pesa entre 13 600 y 18 150 kg menos que el Airbus A330-200.
El nuevo avión viaja a una velocidad parecida a la de los actuales aviones comerciales más rápidos, es decir Mach 0,85 (957 km/h). Boeing ha seleccionado a General Electric y Rolls-Royce para desarrollar los motores para el nuevo avión.
Antes del 28 de enero de 2005 el 787 era conocido con la designación de desarrollo 7E7. El 26 de abril de 2005, un día y un año después del lanzamiento del programa, la apariencia final del diseño exterior del 787 fue fijada. Con una nariz menos atrevida y una cola más convencional, el diseño final tiene una aerodinámica superior.
El 20 de abril de 2019, el New York Times publicó problemas de calidad en la línea de producción en Carolina del Sur.

## Historia

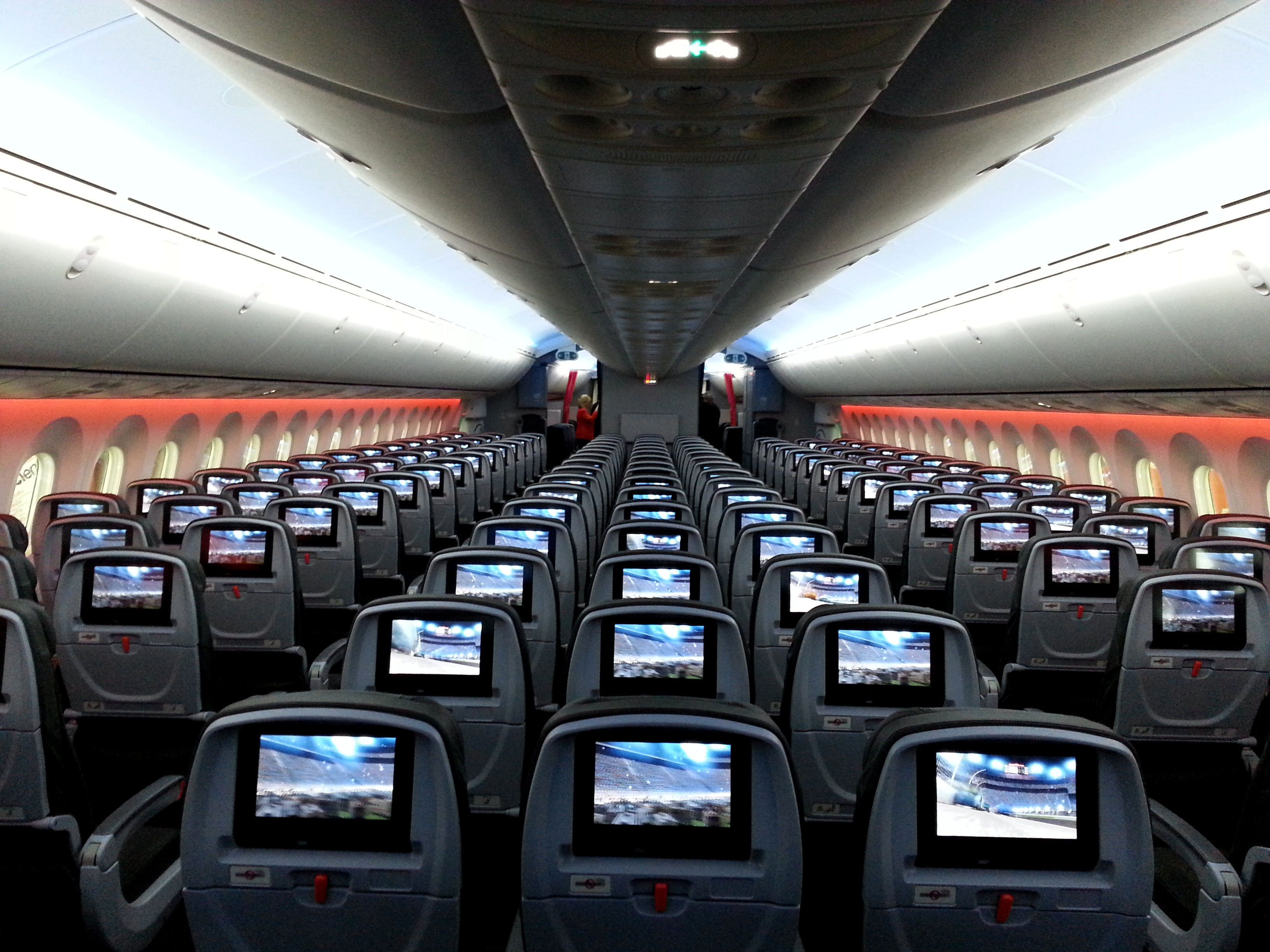
Cabina económica habitual estrecha de alta densidad 3-3-3 del 787 (ejemplo Jetstar). El fuselaje es más angosto que el de un Airbus A350.

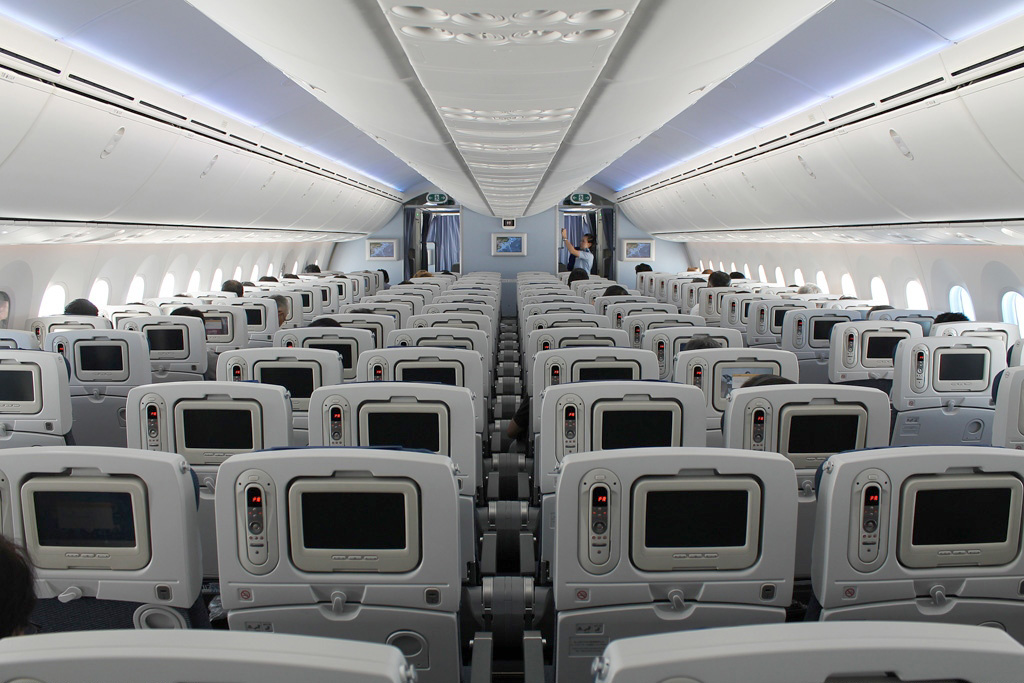
Rara cabina económica amplia 2-4-2 como antiguamente presente en algunos 787 de All Nippon Airways. El fuselaje es más ancho que el de un A300, A310, A330, A330neo o A340.

### Escenario inicial
Durante la década de 1990, Boeing comenzó a valorar diversos programas de sustitución para los modelos 767 y Boeing 747-400 debido a que sus ventas se habían frenado. La compañía propuso dos nuevos aviones, el 747X, que era un proyecto que se basaba en el 747-400, alargando su fuselaje y mejorando su eficiencia, y el Sonic Cruiser, que era una aeronave diseñada con el objetivo de alcanzar velocidades más altas (un 15% más veloz que las aeronaves comerciales de aquel momento, aproximadamente Mach 0,98) mientras que el consumo de combustible se mantenía en la misma proporción que los 767. El interés de los compradores potenciales hacia el proyecto 747X era tibia, pero el Sonic Cruiser tenía mejores perspectivas de venta. Varias aerolíneas importantes de los Estados Unidos, entre las que se encontraba Continental Airlines, mostraron inicialmente su entusiasmo hacia el concepto Sonic Cruiser, aunque también expresaron su preocupación por el elevado costo de operación.
El mercado global de la aviación sufrió un duro revés tras los atentados del 11 de septiembre de 2001 y el aumento de los precios del petróleo, por lo que las compañías aéreas se empezaron a centrar más en la eficiencia que en la velocidad. Este giro en el mercado aeronáutico provocó que Boeing tuviese que cancelar el proyecto Sonic Cruiser el 20 de diciembre de 2002. En un cambio de rumbo, la compañía anunció un producto alternativo utilizando la tecnología de Sonic Cruiser, pero empleando una configuración más convencional, denominada 7E7, el 29 de enero de 2003. El énfasis en un bimotor de tamaño medio en lugar de una aeronave de gran tamaño como el 747, representaba un migración de la filosofía del centro de conexión hacia la teoría del punto a punto.
El reemplazo del proyecto Sonic Cruiser se dio a conocer bajo el apodo "7E7" (aunque internamente Boeing lo denominaba "Y2"). La tecnología del Sonic Cruiser y del 7E7 se iba a emplear como parte de un proyecto de Boeing que reemplazaría toda la gama de aviones de pasajeros de la compañía, un programa conocido como proyecto Yellowstone, y del cual el 7E7 era la primera parte del mismo. Varios medios especularon con que la "E" significaba varias cosas, como "eficiencia" o "ecológico", aunque al final Boeing dijo que esta letra significaba "ocho" (en idioma inglés: "eight"). En julio de 2003, se celebró un concurso público para dar un nombre a la aeronave, del cual salió vencedor el nombre Dreamliner. Otros nombres populares que también tuvieron la posibilidad de ser votados fueron eLiner, Global Cruiser o Stratoclimber.

### Fase de diseño

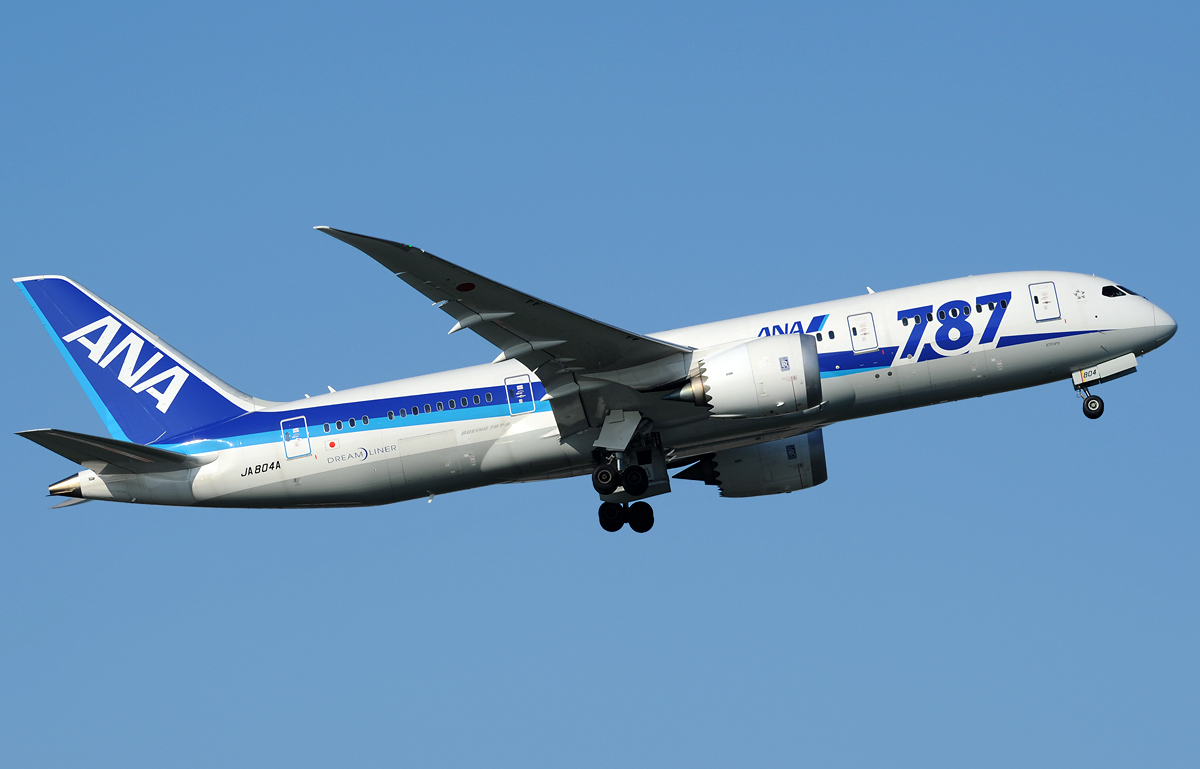
All Nippon Airways lanzó el programa 787 Dreamliner con un pedido de 50 aviones en 2004.

El 26 de abril de 2004, la aerolínea japonesa All Nippon Airways se convirtió en el cliente de lanzamiento del Dreamliner, con el anuncio de un pedido en firme por un total de 50 unidades, con una previsión de que las entregas empezarían a finales del año 2008. El pedido inicial de All Nippon Airways se dividía en 30 aeronaves de la versión 787-3, en configuración de 290–330 asientos en clase única, destinado para el mercado doméstico, y 20 787-8, de 210–250 asientos en configuración de dos clases, destinado a rutas internacionales. La aeronave permitiría abrir a All Nippon Airways nuevas rutas hacia ciudades desde las que anteriormente no operaba, como Denver, Moscú o Nueva Delhi. El 787-3 y 787-8 se convertirían en las primeras variantes en entrar en servicio, seguidas posteriormente por el 787-9, que entraría en servicio en 2010.
El 787 fue diseñado para convertirse en el primer avión de pasajeros construido con materiales compuestos que se fabricaría en serie, en el que el fuselaje se uniría en secciones cilíndricas de una única pieza en lugar de las múltiples capas de aluminio y los cerca de 50 000 remaches empleados en las aeronaves existentes en la época. Boeing seleccionó dos plantas motrices para equipar al 787, el General Electric GEnx y el Rolls-Royce Trent 1000. Boeing afirmaba que el 787 sería una aeronave que aportaba una mejoría en el consumo de combustible del 20% con respecto al 767, del cual, cerca del 40% del aumento en eficiencia energética procedía de las nuevas plantas motrices, más los beneficios derivados de las mejoras aerodinámicas, el incremento en el uso de materiales más ligeros y en la aplicación de nuevos sistemas. El 787-8 y −9 estaban diseñados para poder operar bajo condiciones ETOPS de 330 minutos.

### Fabricación y proveedores

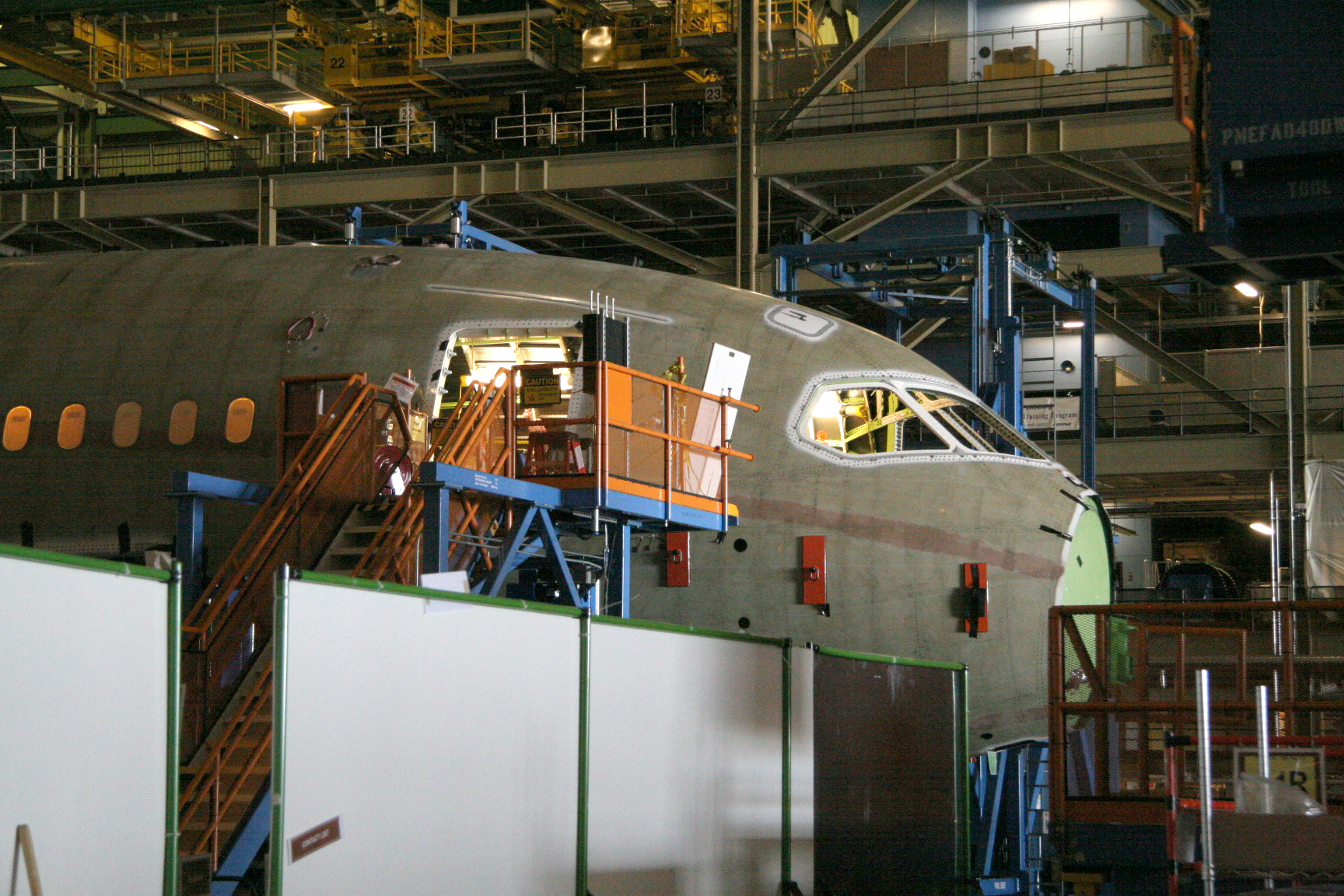
Ensamblaje de la "Sección 41", la sección de morro del Boeing 787.

El 16 de diciembre de 2003, Boeing dio a conocer que el 787 se fabricaría en las instalaciones que dispone en Everett, en el estado de Washington. En vez de construir la aeronave desde la misma fábrica, como se realizaba tradicionalmente con las demás aeronaves, la planta de Everett se emplearía como una línea de ensamblaje que se nutriría de diversos proveedores. De este modo, Boeing asignó a sus subcontratistas parte de la carga de trabajo de ensamblaje de componentes, lo que llevaría a que en Everett se recibían secciones completas preparadas para el montaje final. Este enfoque pretendía hacer que la cadena de montaje ganase en agilidad y en sencillez, a la vez que una reducción del inventario, gracias a los sistemas preinstalados que reducirían el tiempo de montaje final en tres cuartas partes del tiempo anteriormente estipulado, para dejarlo en tres días.
Entre los subcontratistas se encontraban: para las alas Mitsubishi Heavy Industries, de Japón; para el estabilizador horizontal, Alenia Aeronáutica, de Italia, y Korea Aerospace Industries, de Corea del Sur; para las secciones de fuselaje, Global Aeronáutica, de Italia; Boeing, de los EE. UU.; Kawasaki Heavy Industries, de Japón; Spirit AeroSystems, de los EE. UU. y Korean Air, de Corea del Sur; la puertas de pasaje, Latécoère, de Francia; las puertas de carga, puertas de acceso y la puerta de escape de la tripulación, Saab AB, de Suecia; desarrollo del software, HCL Enterprise, de India; vigas del piso de cabina, TAL Manufacturing Solutions Limited, de India; cableado, Labinal, de Francia; dispositivos de punta alar, flaps, carenados, portones del tren de aterrizaje y largueros, Korean Air, de Corea del Sur; tren de aterrizaje, Messier-Dowty, de Francia; y los sistemas de gestión y aire acondicionado, Hamilton Sundstrand, de los EE. UU.
Para acelerar la entrega de los principales componentes del 787, Boeing modificó cuatro aparatos en el Boeing 787-900 y el 787-800 estos contaba con 8 salidas de emergencia, seis (6) cuentan con slides bote los mismos que tiene el 787-500, los planos y la propulsión de sus motores fueron otros de los componentes que se cambiaron esto con el fin de la prontitud de las entregas antes de las fechas planeadas.

### Producción y demoras en las entregas
Boeing declaró en diciembre de 2006 que los primeros seis 787 sufrían de sobrepeso, con la previsión de que las primeras seis aeronaves eran 5000 lb (2268,0 kg) más pesadas de lo que estaba previsto. De acuerdo a lo declarado por el entonces presidente de International Lease Finance Corporation (ILFC), Steven Udvar-Hazy, el peso operativo en vacío del 787-9 excedía en torno las 14 000 lb (6350,3 kg). La séptima aeronave sería la primera de la serie 787-8 en cumplir con los objetivos de peso. Como parte de este proceso de adelgazamiento, Boeing rediseñó algunas partes e hizo mayor uso del titanio.

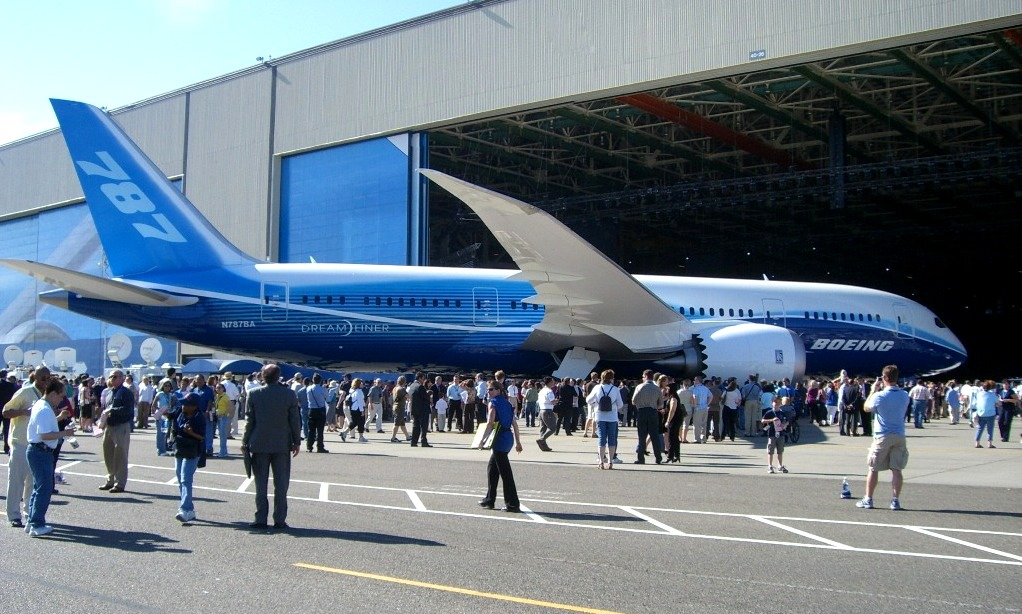
El primer Boeing 787-8 saliendo de la factoría de Boeing en Everett, para ser presentado en público.

El Boeing 787 se presentó al público en una ceremonia celebrada el 8 de julio de 2007, con la previsión original para el primer vuelo del aparato a finales de agosto de 2007. Sin embargo, los principales sistemas de la aeronave todavía no se habían instalado en aquella fecha, y muchas de las piezas con las que fue presentada la aeronave estaban unidas con pasadores temporales de origen industrial, que deberían ser sustituidos por remaches aeronáuticos. Aunque la intención era la de acortar los procesos de producción, los subcontratistas del 787 tuvieron dificultades al principio, por lo que las piezas para completar el 787 no llegaron a tiempo.
El 5 de septiembre de ese mismo año Boeing anunció un retraso de 3 meses, culpando la escasez de elementos de sujeción, así como a los retrasos de desarrollo del software. El 10 de octubre de 2007, se anunció un segundo retraso de tres meses para el primer vuelo junto con otro retraso de seis meses para la primera entrega, debido a los problemas con la cadena de abastecimiento, incluyendo las carencias de remaches aeronáuticos, la falta de documentación de los proveedores extranjeros y los continuos retrasos con el software de gestión de vuelo. Menos de una semana más tarde, Mike Bair, el hasta entonces director del programa 787, fue despedido. El 16 de enero de 2008, Boeing anunció el tercer retraso para el primer vuelo del 787, mencionando que no se había progresado lo suficiente sobre los problemas detectados. El 28 de marzo de 2008 Boeing anunció la compra de las acciones de Vought Aircraft en Global Aeronáutica, como medida para obtener un mayor control en la cadena de proveedores.
El 9 de abril de 2008, Boeing anunció de manera oficial el cuarto retraso en el programa, desplazando el primer vuelo al cuarto trimestre de 2008, y retrasando la primera entrega en 15 meses hasta el tercer trimestre de 2009. A su vez, la variante 787-9 se pospuso para 2012 y la variante 787-3 le seguiría a continuación, sin una fecha de entrega en firme. El 4 de noviembre de 2008, la compañía anunció un quinto retraso debido a la instalación incorrecta de los remaches y una huelga de los empleados de Boeing, indicando que el primer vuelo no tendría lugar en el último trimestre de 2008. Boeing confirmó en diciembre de 2008 tras evaluar el programa 787 con los proveedores, que el primer vuelo se retrasaría hasta el segundo trimestre de 2009. Aerolíneas como United Airlines y Air India han declarado que buscaban que Boeing les compensase debido a estos retrasos.

### Pruebas pre-vuelo
A la vez que Boeing trabajaba con sus proveedores en la producción inicial del 787, el diseño de la aeronave se estaba sometiendo a una serie de pruebas. El 7 de agosto de 2007 se recibió la certificación del motor Rolls-Royce Trent 1000 por parte de las autoridades aeronáuticas europeas y estadounidenses. El 23 de agosto de 2007, realizó una prueba de impacto, en la que se dejó caer una sección parcial del fuselaje desde una altura de 4,6 m hacia una placa de 2,5 cm de espesor. Los resultados obtenidos se ajustaron a lo que los ingenieros de Boeing habían estimado, lo que permitió continuar con las pruebas de impacto mediante análisis por ordenador, en vez de seguir con más pruebas físicas. A pesar de que existían críticas relacionadas con que los materiales compuestos en el fuselaje podrían quebrarse o prender fuego generando humo tóxico en un aterrizaje de emergencia, los datos de las pruebas indicaron que el uso de estos materiales no eran más peligrosos que los materiales convencionales de metal.

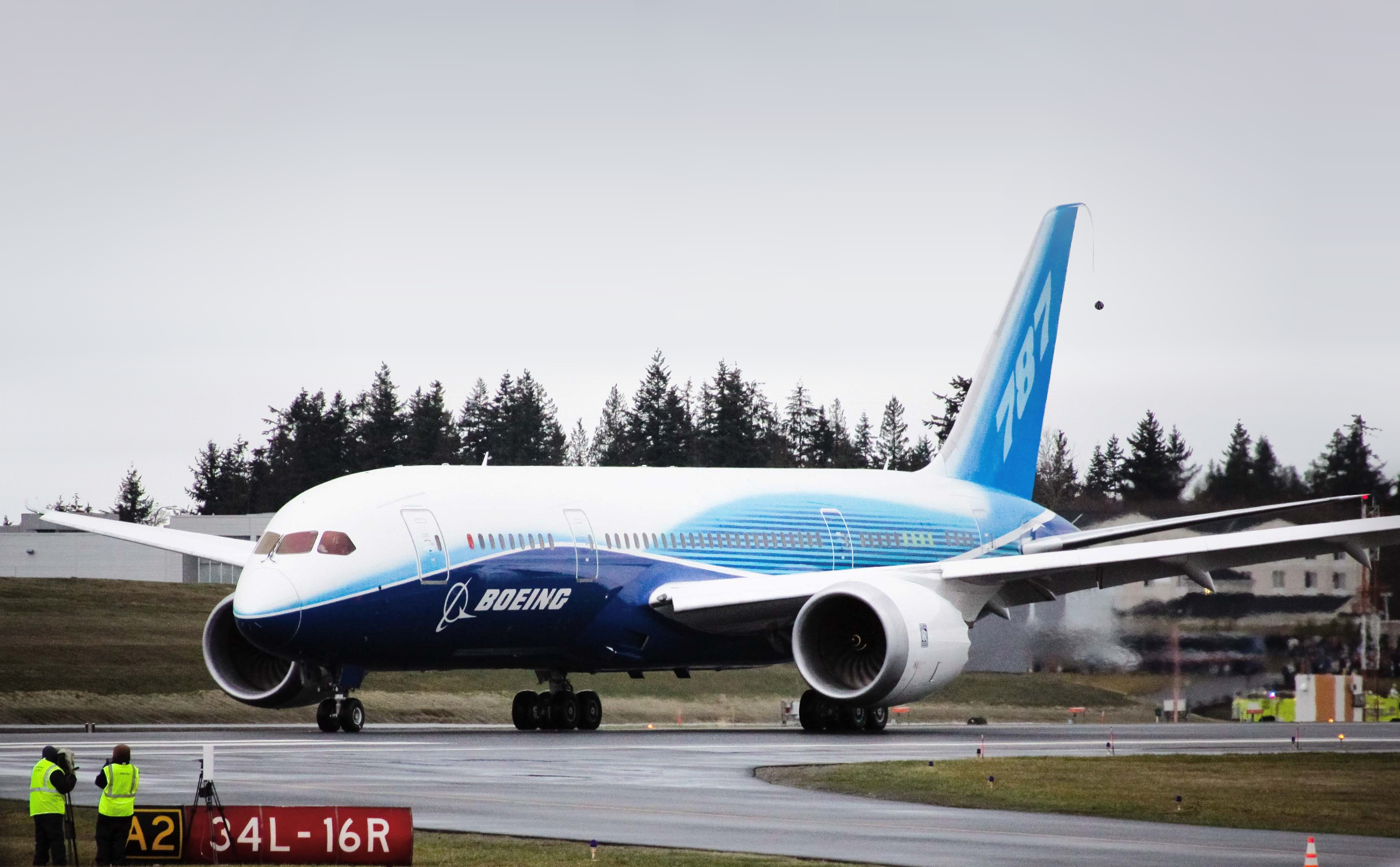
El primer Boeing 787-8 comenzó las pruebas de rodaje en Paine Field en noviembre y diciembre de 2009.

La planta motriz que equipa al avión, el GE GEnx-1B, obtuvo su certificación el 31 de marzo de 2008. El 20 de junio de 2008, se realizó el primer encendido del 787-8, comprobando el correcto funcionamiento del sistema eléctrico y de los sistemas de distribución. También se fabricó una aeronave para pruebas estáticas, que el 27 de septiembre de 2008, fue sometida a una presión diferencial de 102,7 kPa, lo que representa un 150 por ciento de la presión máxima a la que se expone una aeronave en servicio comercial. En diciembre de 2008, la Administración Federal de Aviación (FAA) dio el visto bueno al programa de mantenimiento del 787.
El 3 de mayo de 2009 se trasladó el primer 787 para iniciar el programa de pruebas destinadas al primer vuelo, tras haber pasado todos los test de fábrica, entre los que se incluía las pruebas al tren de aterrizaje o la integración de sistemas. El 4 de mayo de 2009, un informe revelado en la prensa especializada mostraba que el 787 había reducido su alcance entre un 10–15%, hasta 6.900 millas náuticas (12.800 km) en lugar de las 7.700 a 8.200 millas náuticas (14,800-15,700 km) que se habían establecido como objetivo inicial. Ello requeriría de un rediseño sustancial para poder paliar esta deficiencia. Boeing salió en su defensa, declarando que el 787-8 tendría un alcance cercano a las 8.000 millas náuticas (14.800 km). No obstante, algunas aerolíneas retrasaron las entregas de los 787 con el objetivo de que las especificaciones de los aviones recibidos estuviesen cercanas a las estimaciones iniciales. Boeing tenía previsto que los problemas de peso estuviesen solventados tras la entrega de la vigésimo primera unidad de serie.
El 15 de junio de 2009, durante el Salón Aeronáutico de París, Boeing dijo que el 787 realizaría su primer vuelo en un plazo de dos semanas. Sin embargo, el 23 de junio de 2009, Boeing anunció que el primer vuelo se pospuso "debido a la necesidad de reforzar un área dentro de la sección lateral del cuerpo de la aeronave". Boeing actualizó sus previsiones el 27 de agosto de 2009, en la que se estableció como objetivo para el primer vuelo a finales de 2009 y con las entregas comenzando a finales de 2010. La compañía también tuvo que provisionar 2500 millones de dólares debido a que consideraba que los tres primeros Dreamliners no se podrían llegar a vender y tan sólo eran adecuados para ser empleados como prototipos. El 28 de octubre de 2009, Boeing anunció la selección de Charleston, Carolina del Sur, como sede de una segunda línea de producción del 787, después de solicitar ofertas de varios estados, incluyendo Washington. El 12 de diciembre de 2009, el prototipo del 787-8 completó las pruebas de rodadura a alta velocidad, el último paso antes de realizar el primer vuelo.

### Programa de pruebas en vuelo
El 15 de diciembre de 2009, el prototipo del 787-8 realizó su primer vuelo, despegando del aeropuerto de Paine Field en Everett, Washington, a las 10:27 horas PST, y aterrizando en el aeropuerto Internacional del Condado de King en el Condado de King, Washington, a las 13:35 horas PST. Estaba previsto inicialmente que el vuelo tuviese una duración de cuatro horas, aunque finalmente se redujo a tres horas debido a las inclemencias meteorológicas. El calendario del programa de pruebas de vuelo de Boeing preveía un programa de nueve meses de duración, posteriormente reducido a ocho meses y medio.

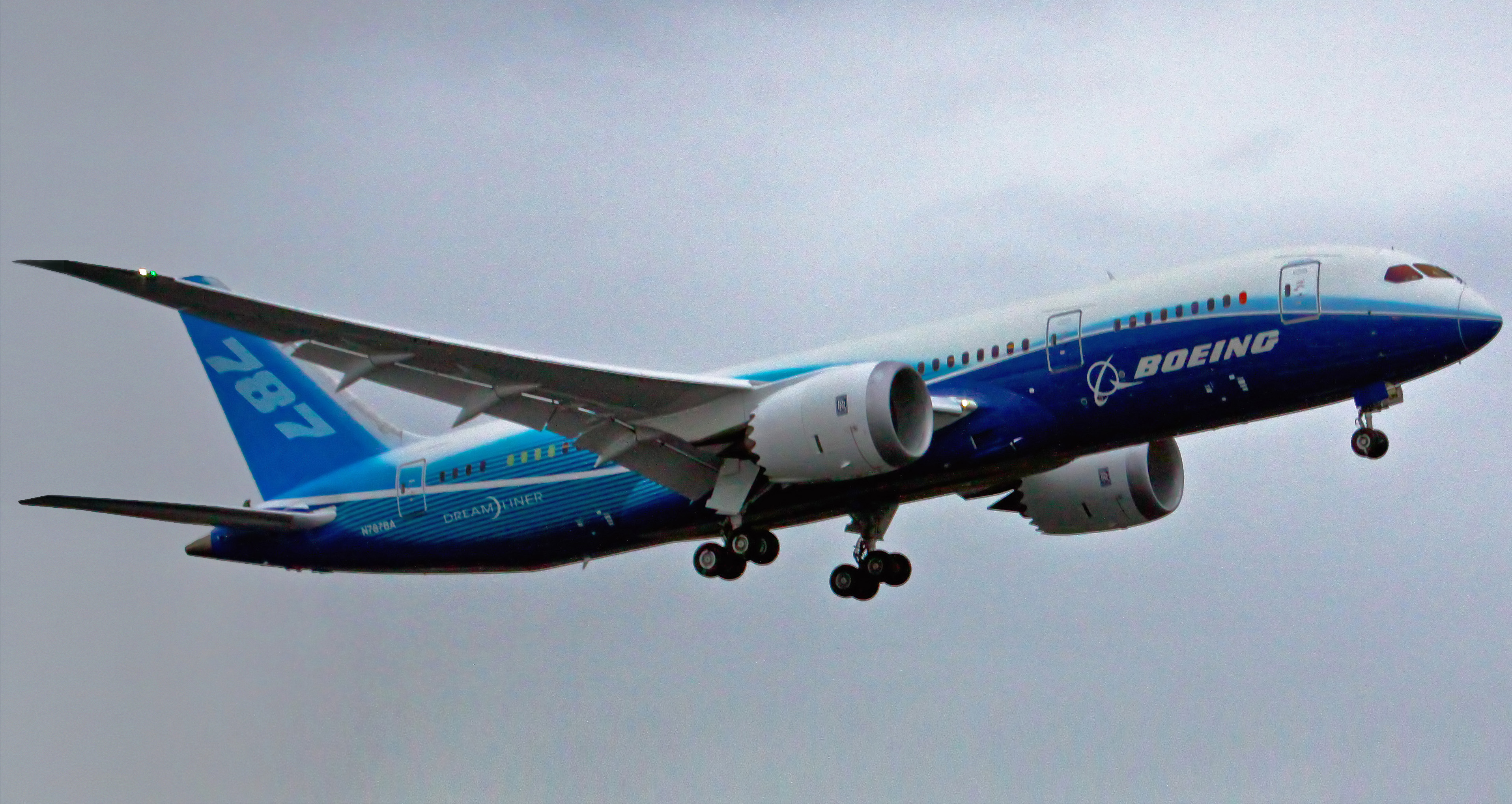
El prototipo del 787-8 durante el despegue de su primer vuelo.

El programa de pruebas de vuelo del 787 contaba con un total de 6 prototipos, del ZA001 hasta el ZA006, de los cuales cuatro estaban equipados con motores Rolls-Royce Trent 1000 mientras que dos montaban motores General Electric GEnx-1B64. El segundo 787-8, el ZA002, voló hasta Boeing Field el 22 de diciembre de 2009 para unirse al programa de vuelos; el tercer 787, el ZA004 se unió a la flota de pruebas, realizando su primer vuelo el 24 de febrero de 2010, seguido del ZA003 el 14 de marzo de 2010. El 24 de marzo de 2010, se completaron las pruebas de alabeo y de efecto suelo, completando la apertura de la envolvente de vuelo. El 28 de marzo de 2010, el 787 completó la última de las pruebas de la carga alar, que requería que las alas de uno de los aviones totalmente ensamblados se sometiese a una carga del 150% de la carga límite del diseño, manteniéndose así durante 3 segundos. Durante esa prueba, las alas del 787-8 se flexionaron hacia arriba 25 pies (7,6 m) aproximadamente. Al contrario de las pruebas a las que se sometían las aeronaves en el pasado, las alas no fueron sometidas hasta el punto de rotura. Esta prueba fue un éxito, dando a conocerlo Boeing el 7 de abril en un comunicado de prensa.

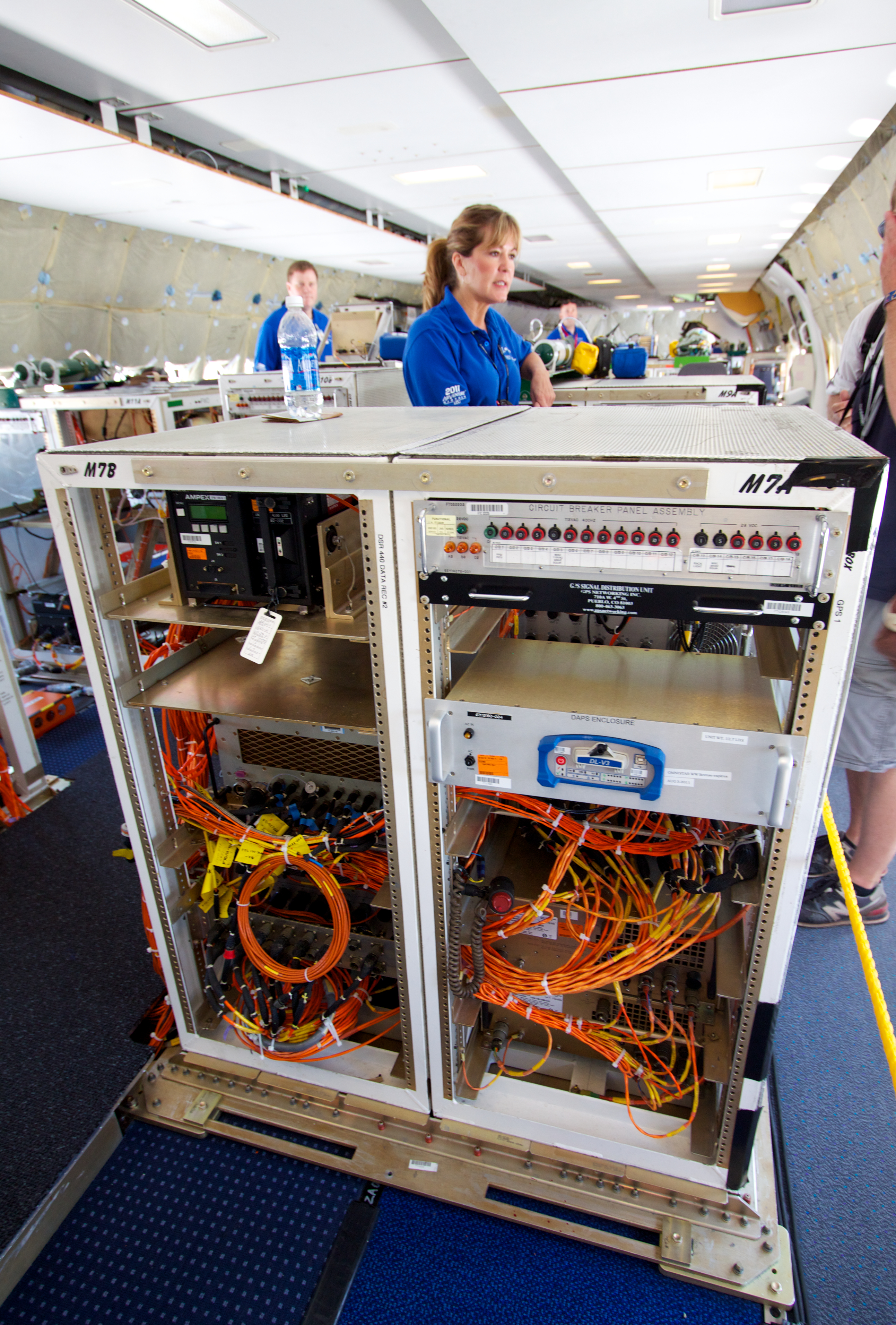
Interior del prototipo ZA001, equipado con registradores de datos de vuelo.

El 23 de abril de 2010, Boeing trasladó el hasta entonces más nuevo de los prototipos del 787, el ZA003, al hangar del Laboratorio Climático McKinley situado en la Base Aérea de Eglin, en Florida. Allí se iba a someter a la aeronave a pruebas en condiciones climatológicas extremas, dentro de un alcance que oscilaba de los 115 °F (46,1 °C) hasta los −45 °F (−42,8 °C), preparando a su paso al modelo para el despegue en ambas situaciones. El Dreamliner ZA005, el quinto de los 787-8 y el primero que montaba la planta motriz General Electric GEnx, empezó sus pruebas de motor en mayo de 2010. El ZA005 realizó su primer vuelo el 16 de junio de 2010, uniéndose al programa de pruebas. En junio de 2010 se descubrió que se habían instalado las cuñas de los estabilizadores horizontales de la aeronave, lo que derivaba en una separación mayor de la debida. Debido a ello, todas las aeronaves fabricadas tuvieron que someterse a inspección y repararse. Ese mismo mes, un 787 fue alcanzado por un rayo en pleno vuelo, una oportunidad que permitió examinar a los ingenieros de Boeing la tolerancia del diseño a este tipo de impactos. Debido a que los materiales compuestos ofrecen la milésima parte de conductividad eléctrica respecto al aluminio, en Boeing decidieron añadir material conductor con el fin de minimizar este tipo de riesgos y, con ello, cumplir con los requisitos de la FAA. Las inspecciones realizadas al 787 tras el primer impacto registrado de un rayo demostraron que las soluciones aplicadas eran correctas y que la aeronave no había sufrido ningún daño importante.

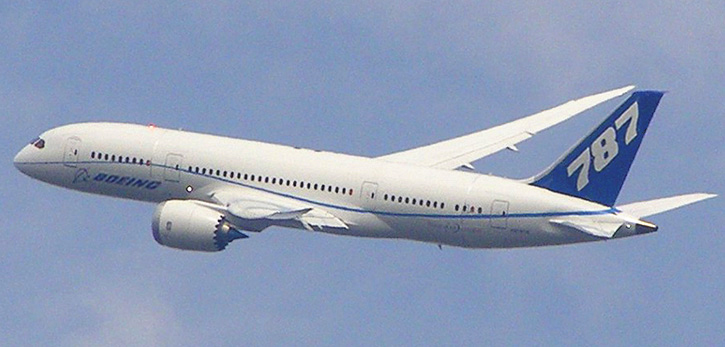
La primera visita del 787-8 a Europa, el ZA003 en el Salón Aeronáutico de Farnborough de 2010.

El 787-8 realizó su primera aparición comercial en el Salón Aeronáutico de Farnborough, en el Reino Unido, el 18 de julio de 2010. El 2 de agosto, un motor Trent 1000 sufrió una explosión en una de las instalaciones de la Rolls-Royce durante una prueba. Este fallo provocó que se tuviese que revaluar los plazos de certificación de la variante que monta los motores Trent 1000, y el 27 de agosto de 2010 Boeing confirmó que la primera entrega al cliente de lanzamiento All Nippon Airways se retasaría hasta el inicio del año 2011. Debido a ello, Boeing tuvo que hacer frente a reclamaciones por parte de las compañías aéreas, que solicitaban una compensación por los continuos retrasos en la fecha de entrega. El 9 de septiembre de 2010, se informó que otros dos prototipos del 787 se podrían unir al programa de pruebas, lo que aumentaría hasta ocho el total de aviones de pruebas. El 4 de octubre de 2010, el sexto prototipo del 787, el ZA006 se unió al programa de vuelos de prueba.
El 5 de noviembre de 2010 se dio a conocer que algunas de las primeras entregas del 787-8 se podrían retrasar, en algunos casos hasta los tres meses, con el fin de dar solución a los problemas encontrados durante las pruebas de vuelo. El 9 de noviembre de 2010, el prototipo ZA002 realizó un aterrizaje de emergencia después de que se detectase humo y llamas en la cabina de pasaje durante un vuelo de prueba. Un portavoz de Boeing comunicó que la aeronave aterrizó sin problemas en el aeropuerto Internacional de Laredo, Texas. El fuego, de tipo eléctrico, provocó algunos fallos en los sistemas de vuelo antes del aterrizaje. Boeing decidió suspender las pruebas de vuelo el 10 de noviembre tras este incidente, realizando en su lugar diversas pruebas en tierra. El 22 de noviembre de 2010, Boeing anunció que el incendio había sido provocado por materiales que se habían hecho contacto con el material eléctrico de la aeronave. Tras los pertinentes cambios en el sistema eléctrico y de software, el 787 continuó con los vuelos de prueba el 23 de diciembre de 2010.
Debido a estos incidentes, Boeing tuvo que reprogramar la primera entrega del 787-8 para el tercer trimestre del 2011, debido a que se tuvieron que realizar actualizaciones del software y del sistema eléctrico. El 24 de febrero del 2011, Boeing anunció que el 787 completó el 80% de las pruebas programadas para la planta motriz Rolls-Royce Trent 1000, siendo el porcentaje logrado del 60% para la planta motriz General Electric GEnx-1B. El 4 de julio de 2011, la aerolínea japonesa All Nippon Airways comenzó a realizar pruebas operativas con uno de los prototipos del 787 en Japón. A fecha del 15 de agosto de 2011, las aeronaves de prueba del 787 llevaban acumuladas un total de 4828 horas de vuelo en un total de 1707 vuelos. Durante las pruebas, el 787 visitó un total de 14 países en Asia, Europa, Norteamérica, y Sudamérica para ser probado en climas y condiciones extremas, y para probar sus capacidades en ruta. Boeing completó las pruebas de certificación de los 787-8 equipados con motores Rolls-Royce el 13 de agosto de 2011. Finalmente, la Administración Federal de Aviación y la Agencia Europea de Seguridad Aérea otorgaron sus certificados de aeronavegabilidad al 787 el 26 de agosto de 2011, en una ceremonia celebrada en Everett, Washington.

### Entrada en servicio

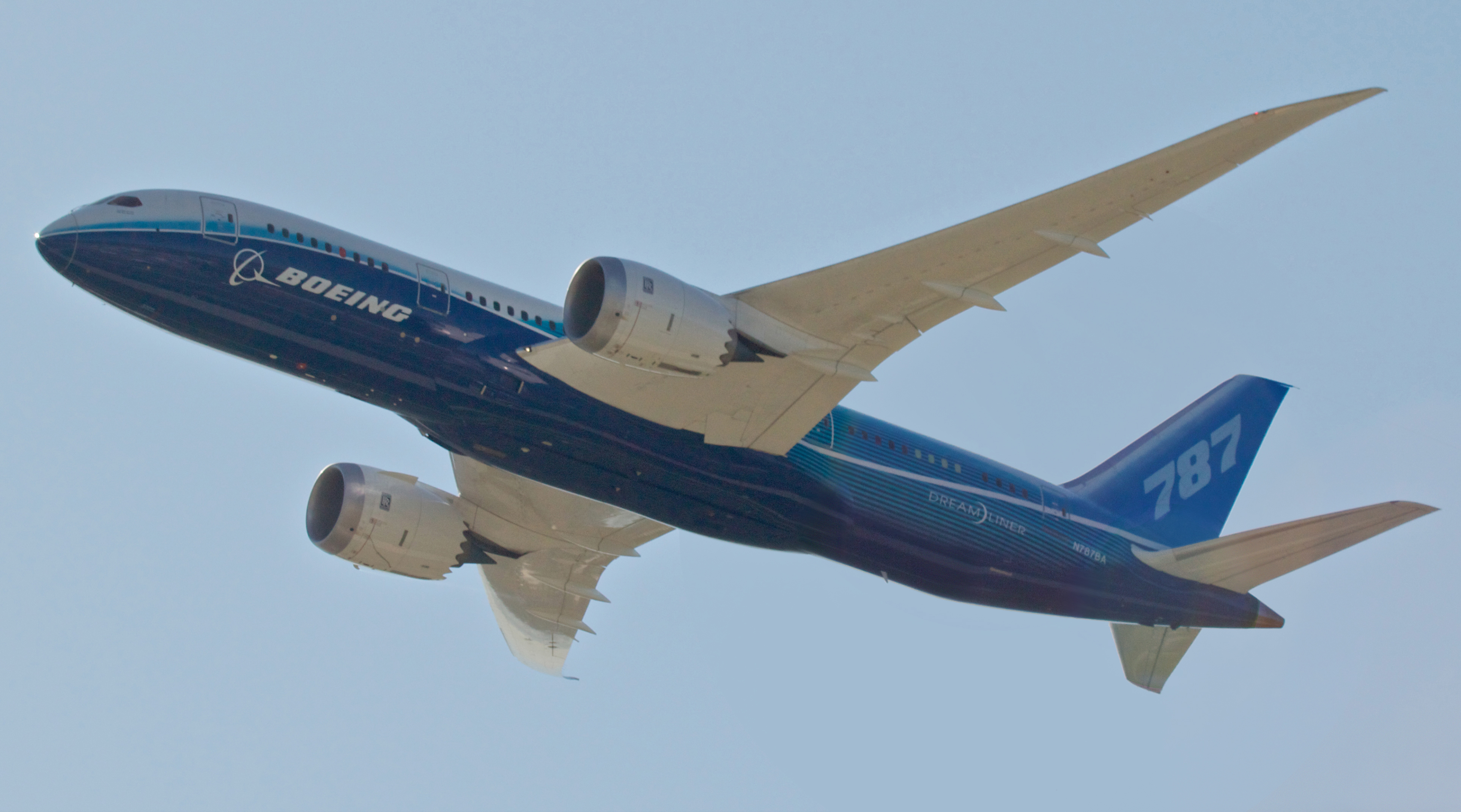
El 787-8 recibió el certificado de aeronavegabilidad de la FAA y de la EASA el 21 de agosto de 2011.

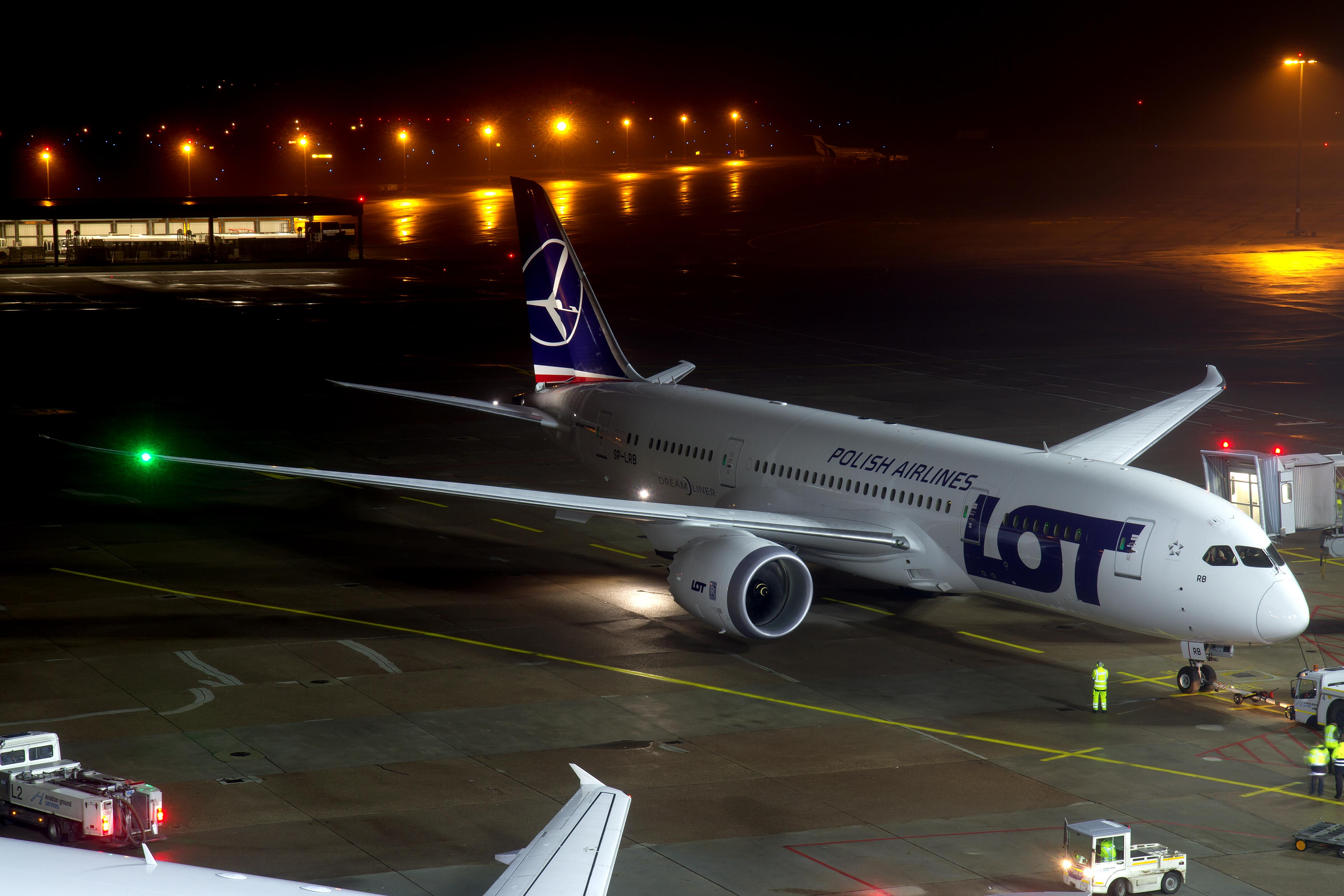
El 787-8 LOT Polish Airlines - operador inaugural europeo.

Una vez recibido el certificado de aeronavegabilidad, Boeing tuvo vía libre para dar comienzo a las entregas del 787-8 a sus clientes. A la vez que preparaba las primeras entregas, la compañía también empezó a ajustar la producción con el fin de incrementarla. De los dos aparatos construidos por mes se esperaba subir hasta los diez aparatos por mes, en un plan que se llevaría a cabo a lo largo de los dos siguientes años. Esta producción se llevaría a cabo en las líneas de ensamblaje final situadas en Everett y en Charleston. Sin embargo, la fabricación de aparatos de la planta de Charleston se vio mermada debido a impedimentos legales; el 20 de abril de 2011, la National Labor Relations Board alegó que la segunda línea de fabricación de Boeing en South Carolina violaba dos secciones de la Ley Nacional de Relaciones Laborales. Este conflicto laboral terminó en diciembre de 2011, cuando la National Labor Relations Board sobreseyó su demanda tras la retirada de la denuncia del Sindicato de Maquinistas, como parte de un contrato firmado con Boeing de mutuo acuerdo. El primero de los 787-8 fabricados en las instalaciones de Charleston salió de la línea de producción el 27 de abril de 2012.

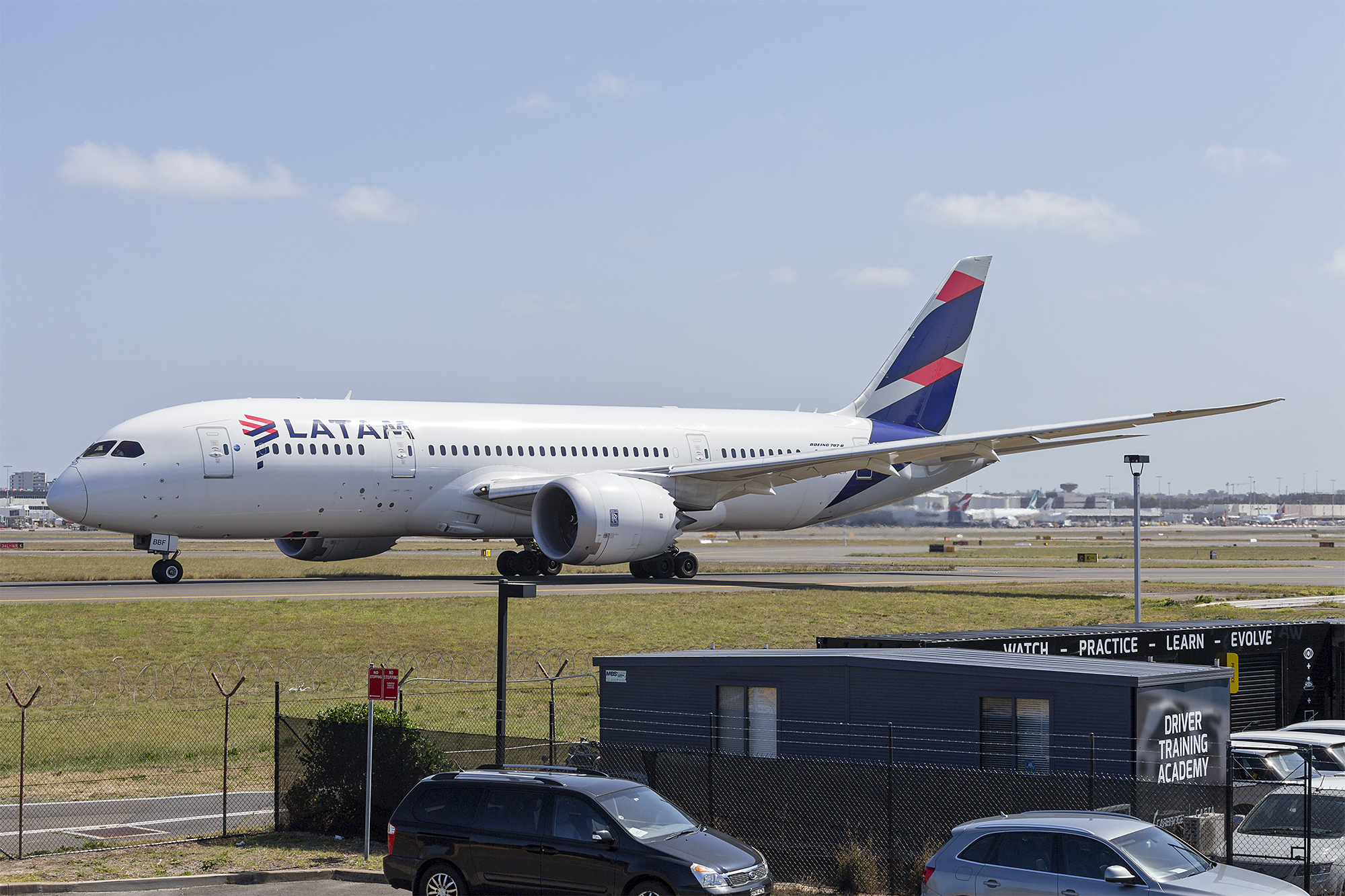
Boeing 787-8 Dreamliner de LATAM en el aeropuerto de Aeropuerto Internacional Kingsford Smith

El primero de los 787-8 de serie se entregó oficialmente a la aerolínea japonesa All Nippon Airways el día 25 de septiembre de 2011 en las instalaciones de Boeing en Everett, Washington. Al día siguiente también se celebró una ceremonia con motivo de la entrega. El 27 de septiembre, el Dreamliner despegó del aeropuerto de Paine Field con rumbo al aeropuerto de Haneda. La aerolínea recibió la segunda unidad del 787-8 el 13 de octubre de 2011.
El 26 de octubre de 2011 el 787-8 realizó su primer vuelo comercial, en un vuelo realizado por la aerolínea All Nippon Airways enlazando el Aeropuerto de Narita con el aeropuerto internacional de Hong Kong. Los pasajes para este primer vuelo se vendieron en una subasta realizada por internet, en la que se llegó alcanzar la puja máxima de 34 000 dólares por un asiento en ese primer vuelo. El 787 realizó su primer vuelo de largo recorrido el 21 de enero de 2012, en el que se enlazó el aeropuerto de Haneda con el aeropuerto de Frankfurt.

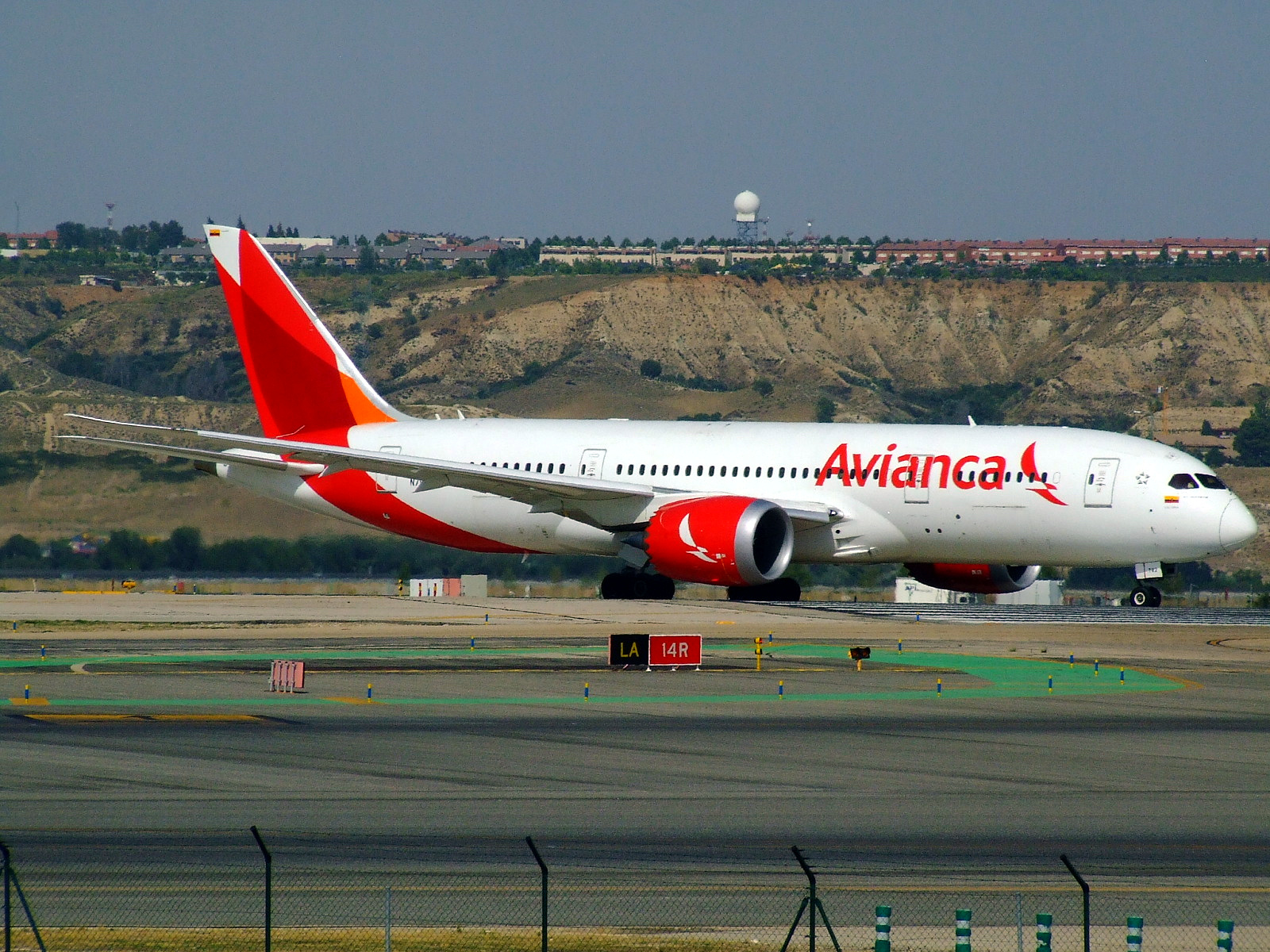
Boeing 787-8 de Avianca maniobrando para despegar en el Aeropuerto de Madrid-Barajas.

El 6 de diciembre de 2011, el prototipo de pruebas ZA006, equipado con motores General Electric GEnx engines, realizó un vuelo sin escalas de 10 710 millas náuticas (19 834,9 km) desde Boeing Field dirección este, aterrizando en el aeropuerto internacional de Shahjalal en Daca, Bangladés. Este vuelo estableció un nuevo récord mundial de distancia, recorrido dentro de la categoría en la que el 787 está inscrito, que es la de 440 000 libras (199 580,5 kg) a 550 000 libras (249 475,6 kg). Este vuelo superó el anterior récord de 9127 millas náuticas (16 903,2 km), establecido en el año 2002 por un Airbus A330. Posteriormente, el Dreamliner continuó su camino de vuelta en dirección este, desde Daca hasta Boeing Field, estableciendo un nuevo récord mundial de circunnavegación, logrado tras 42 horas y 27 minutos. En abril de 2012, un 787 de la All Nippon Airways realizó un vuelo de entrega desde los Estados Unidos hasta el aeropuerto de Haneda en Tokio, en la que se empleó biocombustibles procedentes de aceites de cocina usados. A finales del año 2011, Boeing comenzó una gira mundial para promocionar el 787. Durante esta gira visitó diversas ciudades en China, África, Oriente medio, Europa y América.
Según los datos de la aerolínea ANA, el 787 superó la prometida reducción del 20% en el consumo de combustible, con respecto al modelo Boeing 767. En la ruta Tokio-Frankfurt el ahorro de combustible se redujo hasta el 21%. Dentro de este informe también se valoró la experiencia de los pasajeros, en la que se entrevistó a un total de 800 pasajeros. El informe mostró que el 90% de los pasajeros sintió que el 787 superó sus expectativas. La calidad del aire y la presión de cabina alcanzaron o superaron las expectativas de nueve de cada diez pasajeros. El ambiente de cabina fue bueno o mejor de lo esperado para el 92% de los pasajeros. El 80% del pasaje también afirmó que nivel de humedad de cabina era bueno. Cuatro de cada diez reportaron que la altura de cabina era mejor que lo esperado. Finalmente el 90% de los pasajeros también afirmaron que el mayor tamaño de las ventanas alcanzaban o superaban sus expectativas.

## Componentes
Estados Unidos

### Electrónica
| Sistema       | País                      | Fabricante        | Notas      |
| ------------- | ------------------------- | ----------------- | ---------- |
| Sensores AoA  | Bandera de Estados Unidos | Collins Aerospace | 2          |
| TAWS (opción) | Bandera de Estados Unidos | Honeywell         | EGPWS MK V |
| TAWS (opción) | Bandera de Estados Unidos | Rockwell Collins  | ISS-2100   |
| ACAS II       | Bandera de Estados Unidos | Rockwell Collins  | ISS-2100   |
| Transpondedor | Bandera de Estados Unidos | Rockwell Collins  | ISS-2100   |

## Variantes

Comparativa de tamaños entre el Boeing 787-8 (Contorno negro) con el Boeing 777-300 (gris), 767-300 (aguamarina), y 737-800 (azul).

Boeing ha ofrecido tres variantes del 787 desde el lanzamiento del programa en 2004. El 787-8 es la primera variante producida y ha de ser seguido por el 787-9.

### 787-8

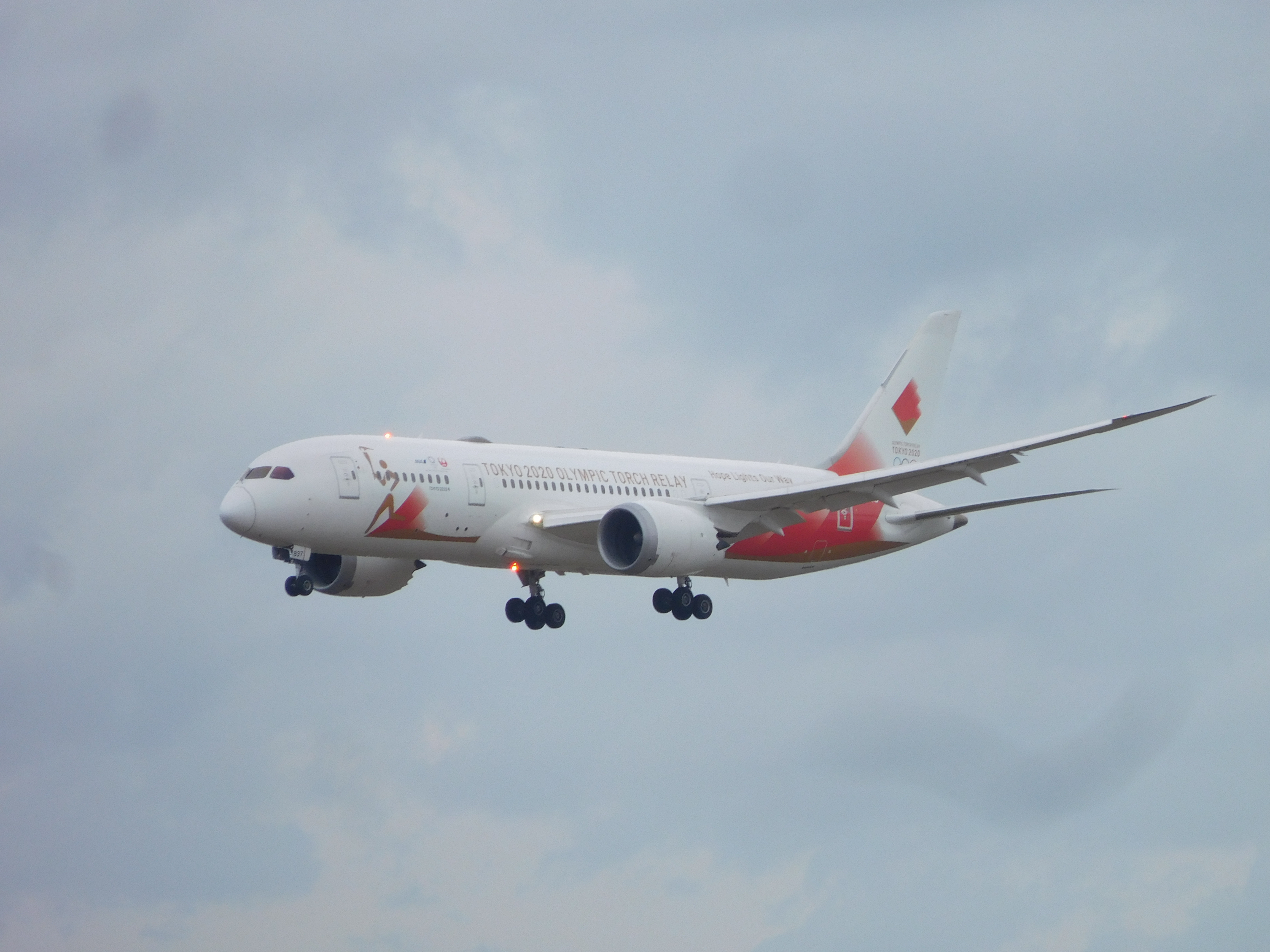
Juegos Olímpicos de Tokio 2020 Llama olímpica Aviones de transporte.

El 787-8 es el modelo base de la familia 787, con una longitud de 186 pies (57 m), una envergadura de 197 pies (60 m) y un alcance de 7650 a 8200 millas náuticas (14 200 a 15 200 kilómetros), dependiendo la configuración de asientos. Es la única variante del 787, y el tercero de los Boeing de fuselaje ancho (después del 747SP y del 777-200LR) con una envergadura mayor que la longitud del fuselaje. El 787-8 tiene capacidad para 210 pasajeros en una configuración de tres clases. Esta variante fue la primera de la línea 787 en entrar en servicio en el año 2011. Boeing tiene como objetivo que el 787-8 reemplace a los 767-200ER y 767-300ER, así como que sea una aeronave que permita a las aerolíneas expandirse a nuevos mercados sin escalas, donde los grandes aviones no serían económicamente viables. Dos tercios de los pedidos del 787 son para el 787-8.

### 787-9

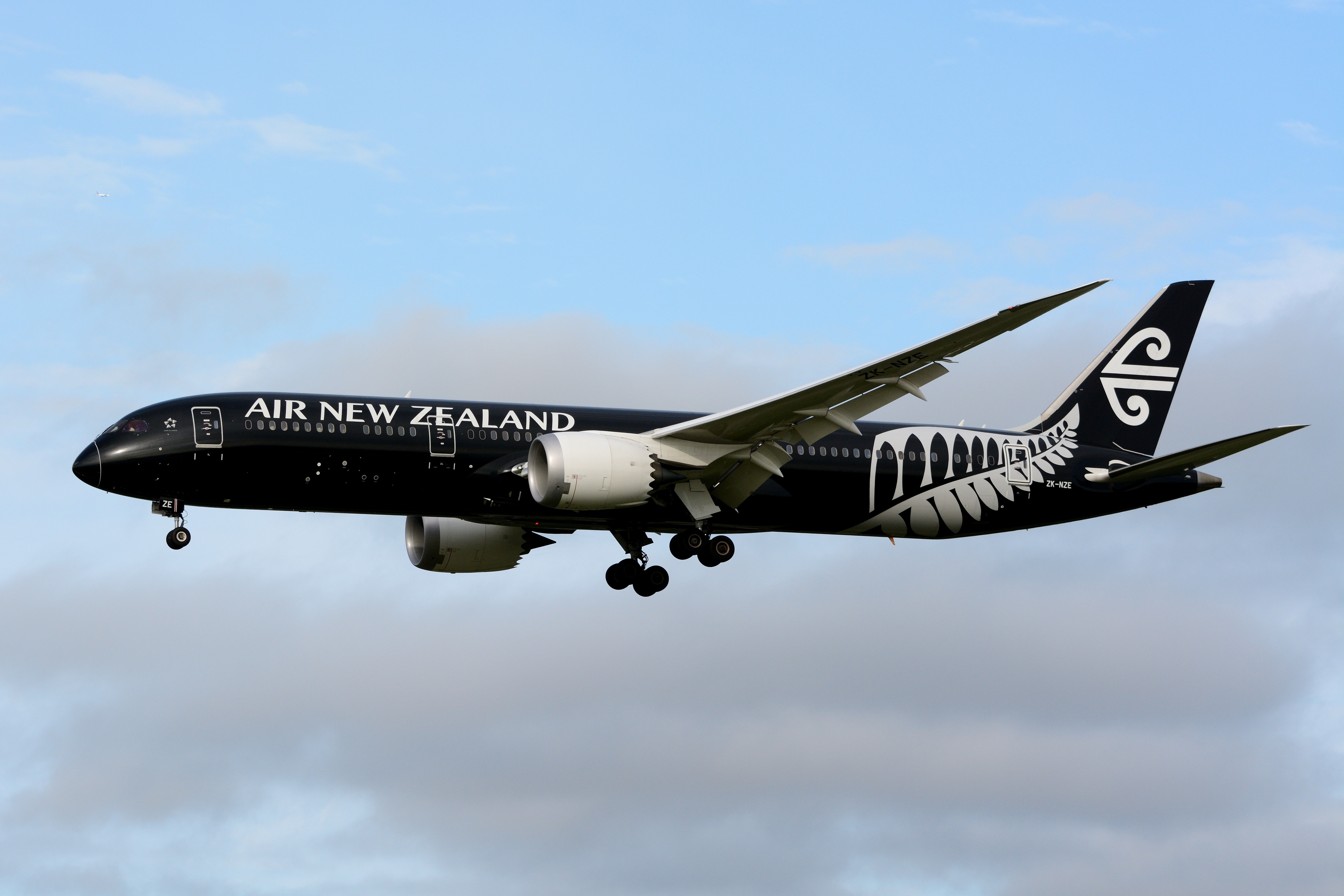
El primer 787-9 en servicio, operado por el cliente de lanzamiento Air New Zealand, aterrizando en el aeropuerto de Narita.

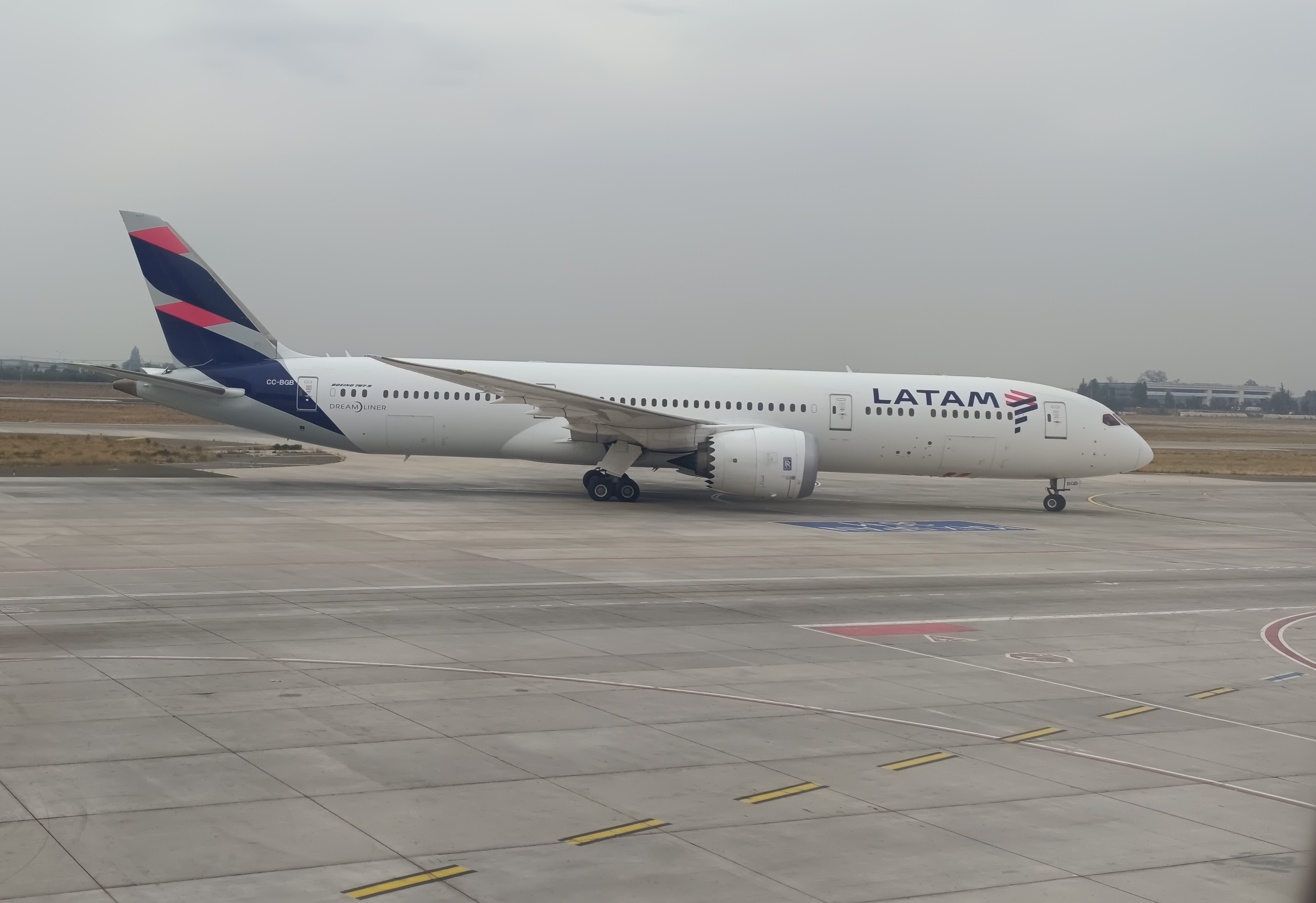
Boeing 787-9 de LATAM.

El 787-9 es la primera variante del 787 con un fuselaje "estirado" o alargado, con capacidad para 250-290 pasajeros en tres clases y con un alcance de 8000 a 8500 millas náuticas (14 800 a 15 750 kilómetros). Esta variante difiere del 787-8 en varios puntos, incluyendo el fortalecimiento estructural, un fuselaje alargado, una mayor capacidad de combustible, una mayor peso máximo al despegue (MTOW), pero con la misma envergadura del 787-8. La fecha de entrada en servicio se planeó originalmente para el 2010, pero en octubre de 2011 las entregas estaban programadas para comenzar a principios de 2014. El Boeing tiene como objetivo que el 787-9 compita con las dos variantes de pasajeros del Airbus A330 y que susituya al Boeing 767-400ER. Al igual que el 787-8, también está pensado para abrir nuevas rutas sin escalas, volando con más carga y menos pasajeros de manera más eficiente que el 777-200ER o los A340-300/500. La configuración definitiva se terminó el 1 de julio de 2010.
Air China, que tiene pedidos 15 aparatos del tipo, recibió su primer ejemplar (tipo 787-9J9, matrícula B-7877, número de serie 34305/419) el 19 de mayo de 2016 y efectuó su primer vuelo comercial entre Beijing y Chengdu una semana más tarde (26 de mayo de 2016).
United Airlines, que opera 16 aparatos del tipo (a 1 de junio de 2016), prevé abrir la ruta comercial regular sin escalas más larga de la historia (15 642 km) entre San Francisco y Singapur a partir del 1 de julio de 2016. El vuelo de ida durará 16 horas y 20 minutos y el de vuelta 15 horas y 30 minutos.

### 787-10

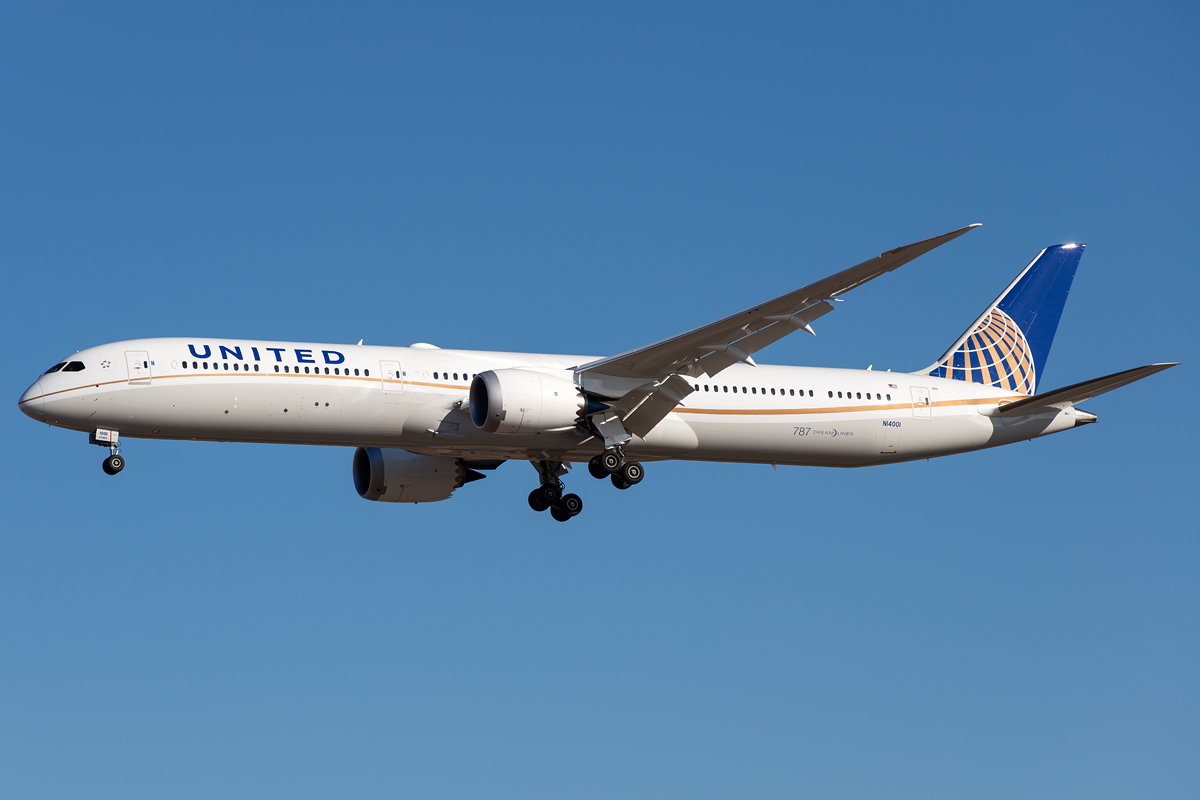
Boeing 787-10 de United Airlines

Este modelo se estudió para competir con el A350-900. Además, el 787-10 reemplazaría al 777-200ER en el catálogo actual de Boeing y también podría competir con el Airbus A330-300 y el A340-300. Boeing entabló conversaciones con los clientes potenciales acerca del 787-10 en 2006 y 2007. En marzo de 2006, Mike Bair, director del programa 787 en aquel momento, declaró que "No es una cuestión de si vamos a hacerlo, sino de cuando vamos a hacerlo ... El 787-10 es una versión alargada del 787-9 y sacrificará algo de alcance para añadir asientos adicionales y capacidad de carga".
Después de un largo tiempo de reflexión y estudio de mercado, Boeing ha lanzado oficialmente el 18 de junio de 2013 el desarrollo de la versión -10, con capacidad para entre 290 y 323 pasajeros; a la fecha del lanzamiento tenía ya compromisos para 102 unidades por parte de 5 aerolíneas y empresas de leasing (Air Lease Corporation: 30 , British Airways/IAG: 12, GECAS: 10, Singapore Airlines: 30, United Airlines: 20)
A fecha de 2016, Boeing llevaba vendidos 153 ejemplares a 9 clientes.
A principio de marzo de 2016, el primer ejemplar del tipo comenzó a tomar forma a manos de Kawasaki Heavy Industries, la encargada de producir el primer componente, concretamente la sección central delantera del fuselaje, de una sola pieza de fibra de carbono.

Y el 18 de marzo de 2017 el primer 787-10 es presentado junto al presidente Donald Trump en las instalaciones de Boeing en Charleston el primer 787-10 hará su primer vuelo en abril de 2017 y 9 meses después se espera que sea entregado a Singapore Airlines
En enero de 2018 el Boeing 787-10 Dreamliner recibe la Certificación de Tipo Revisado (ATC) por parte de la Administración Federal de Aviación que le habilita para el transporte de pasajeros

### Variantes en desarrollo

##### 787-10ER
Tras el cambio de estrategia con el boeing 777-8X, se inició el desarrollo de una nueva variante del 787-10.
Esta nueva variante dispondrá de una autonomía de 7430 mn(13,760 km) y una capacidad de 336 asientos en 2 clases.

### Variantes descartadas

#### 787-3

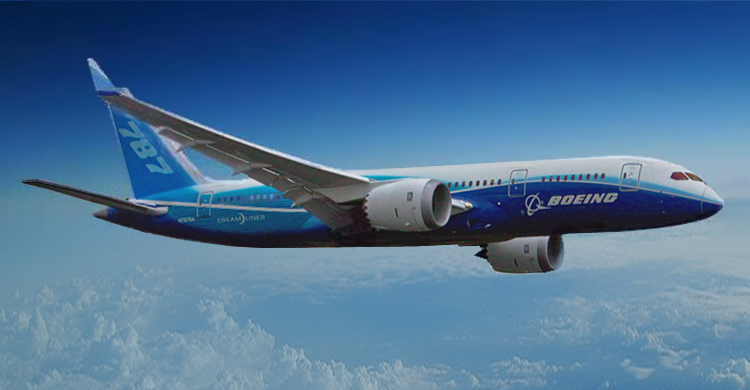
Dibujo artístico del 787-3.

Esta variante fue diseñada para ser una variante de 290 pasajeros en dos clases de corto alcance, destinada a vuelos de alta densidad, con un alcance de 2500 a 3050 millas náuticas (4650 a 5650 km) cuando está completamente cargado. Su diseño utiliza el fuselaje básico igual que el 787-8. El ala se derivó del 787-8, con winglets reemplazando puntas de las alas originales. También destacaba la disminución de la envergadura en 7,62 m, permitiendo que el 787-3 encajase en puertas de embarque destinadas a vuelos de cabotaje y, en particular, en las de los aeropuertos de Japón. Este modelo estaba limitado a un MTOW reducido a 364 000 libras (165 100 kg).
La variante -3 fue diseñada para operar en las rutas regionales que operaban los Boeing 757-300 y 767-200 en aeropuertos con restricciones en el espacio de puertas de embarque. Boeing tenía la previsión de que el futuro de la aviación entre ciudades muy grandes, de cinco millones de habitantes o más personas, necesitaba de aviones como el 787-3.
Se encargaron un total de 43 787-3 por parte de dos compañías japonesas, pero los problemas de producción sobre la base del modelo 787-8 de Boeing llevaron a posponer la introducción del 787-3 en abril de 2008, tras el 787-9, pero sin una fecha de entrega firme. En enero de 2010, todas las órdenes 787-3 se habían convertido al modelo 787-8. En ese momento, era probable la variante 787-3 sería dejada de lado por completo a raíz de la falta de interés de los clientes potenciales causados por su diseño específico para el mercado japonés. Finalmente, el 13 de diciembre de 2010, Boeing canceló el 787-3, puesto que ya no era económicamente viable después de que sus órdenes fueran canceladas.

## Órdenes y entregas
El 787 fue oficialmente entregado al cliente de lanzamiento All Nippon Airways en septiembre del año 2011. Los tres clientes principales del 787 a fecha de agosto de 2012 son ILFC (International Lease Finance Corporation) con pedidos por un total de 74 unidades (33 -8 y 41 -9), All Nippon Airways con 66 pedidos (36 -8 y 30 -9) y United Airlines con 50 pedidos (36 -8 y 14 -9). Qantas también tuvo encargadas 50 aeronaves al igual que United Airlines (15 -8 y 35 -9) pero convirtió los pedidos del 787-9 en opciones de compra. La aerolínea chilena LAN Airlines fue el primer cliente del dreamliner 787-8 en América Latina, con la primera entrega, de un pedido de 26, realizada el 24 de octubre de 2012.

## Operadores

Países con aerolíneas que operan el tipo o tienen pedidos firmes del Boeing 787 (27 de septiembre de 2016);
Operadores actuales
Futuros operadores

### Detalle por usuario
- Datos a 31 agosto de 2017[1][2] (todos los aparatos de cada compañía: los pedidos directamente al constructor, más los eventualmente alquilados a entidades financieras).

| Aerolínea                              | Primera entrega          | Número de aparatos en servicio | Número de aparatos en servicio | Número de aparatos en servicio | Número de aparatos en servicio |
| Aerolínea                              | Primera entrega          | 787-8                          | 787-9                          | 787-10                         | Total                          |
| -------------------------------------- | ------------------------ | ------------------------------ | ------------------------------ | ------------------------------ | ------------------------------ |
| Aeroméxico                             | 24 de septiembre de 2013 | 8                              | 14                             | 0                              | 22                             |
| Air Tanzania                           | 7 de julio de 2018       | 2                              | 0                              | 0                              | 2                              |
| Air Austral                            | 10 de junio de 2016      | 2                              | 0                              | 0                              | 2                              |
| Air Canada                             | 23 de mayo de 2014       | 8                              | 30                             | 0                              | 38                             |
| Air China                              | 26 de mayo de 2016       | 0                              | 14                             | 0                              | 14                             |
| Air Europa                             | 14 de marzo de 2016      | 11                             | 15                             | 0                              | 26                             |
| Air India                              | 19 de septiembre de 2016 | 27                             | 0                              | 0                              | 27                             |
| Air France                             | 1 de diciembre de 2016   | 0                              | 10                             | 0                              | 10                             |
| Air Premia                             | 31 de marzo de 2021      | 0                              | 5                              | 0                              | 5                              |
| Air New Zealand                        | 9 de agosto de 2014      | 0                              | 14                             | 8                              | 22                             |
| All Nippon Airways                     | 26 de noviembre de 2011  | 36                             | 40                             | 3                              | 79                             |
| American Airlines                      | 7 de mayo de 2015        | 34                             | 22                             | 0                              | 56                             |
| Avianca                                | 16 de enero de 2015      | 16                             | 0                              | 0                              | 16                             |
| Azerbaijan Airlines                    | 1 de marzo de 2015       | 2                              | 0                              | 0                              | 2                              |
| Bamboo Airways                         | 20 de diciembre de 2019  | 0                              | 3                              | 0                              | 3                              |
| British Airways                        | 9 de agosto de 2013      | 12                             | 18                             | 7                              | 37                             |
| Biman Bangladesh Airlines              | 18 de agosto de 2018     | 4                              | 2                              | 0                              | 6                              |
| Comlux Aruba                           | 8 de febrero de 2021     | 1                              | 0                              | 0                              | 1                              |
| China Southern Airlines                | 7 de junio de 2013       | 10                             | 18                             | 0                              | 28                             |
| China Eastern Airlines                 | 1 de noviembre de 2018   | 0                              | 3                              | 0                              | 3                              |
| EgyptAir                               | 27 de marzo de 2019      | 0                              | 6                              | 0                              | 6                              |
| El Al                                  | 30 de octubre de 2018    | 4                              | 12                             | 0                              | 16                             |
| Ethiopian Airlines                     | 16 de agosto de 2012     | 19                             | 8                              | 0                              | 27                             |
| Etihad Airways                         | 1 de febrero de 2014     | 0                              | 31                             | 10                             | 41                             |
| EVA Air                                | 3 de noviembre de 2018   | 0                              | 4                              | 7                              | 11                             |
| Hainan Airlines                        | 8 de julio de 2013       | 10                             | 28                             | 0                              | 38                             |
| Iraqi Airways                          | 21 de junio de 2023      | 2                              | 0                              | 0                              | 2                              |
| Japan Airlines                         | 22 de abril de 2012      | 23                             | 22                             | 0                              | 45                             |
| Jetstar Airways                        | 13 de noviembre de 2013  | 11                             | 0                              | 0                              | 11                             |
| Juneyao Airlines                       | 20 de octubre de 2018    | 0                              | 6                              | 0                              | 6                              |
| Kenya Airways                          | 4 de junio de 2014       | 9                              | 0                              | 0                              | 9                              |
| Korean Air                             | 21 de febrero de 2017    | 1                              | 10                             | 0                              | 11                             |
| KLM                                    | 23 de noviembre de 2015  | 0                              | 13                             | 8                              | 21                             |
| Gulf Air                               | 13 de junio de 2018      | 0                              | 9                              | 0                              | 9                              |
| LATAM Chile                            | 1 de octubre de 2012     | 10                             | 25                             | 0                              | 35                             |
| LATAM Brasil                           | 21 de septiembre de 2021 | 0                              | 1                              | 0                              | 1                              |
| LOT Polish Airlines                    | 14 de diciembre de 2012  | 8                              | 7                              | 0                              | 15                             |
| Lufthansa                              | 29 de agosto de 2022     | 0                              | 32                             | 0                              | 32                             |
| MIAT Mongolian Airlines                | 11 de agosto de 2023     | 0                              | 1                              | 0                              | 1                              |
| Neos                                   | 12 de diciembre de 2017  | 0                              | 6                              | 0                              | 6                              |
| Norwegian Air Sweden                   | 14 de junio de 2018      | 0                              | 3                              | 0                              | 3                              |
| Norwegian Long Haul                    | 4 de julio de 2013       | 8                              | 11                             | 0                              | 19                             |
| Norse Atlantic Airways                 | 20 de diciembre de 2021  | 0                              | 5                              | 0                              | 5                              |
| Norse Atlantic Airways UK              | 27 de abril de 2022      | 0                              | 3                              | 0                              | 3                              |
| Oman Air                               | 17 de octubre de 2015    | 2                              | 7                              | 0                              | 9                              |
| Qatar Airways                          | 20 de noviembre de 2012  | 30                             | 14                             | 0                              | 44                             |
| Qantas                                 | 4 de octubre de 2017     | 0                              | 13                             | 0                              | 13                             |
| Royal Air Maroc                        | 20 de enero de 2015      | 5                              | 4                              | 0                              | 9                              |
| Royal Brunei Airlines                  | 18 de octubre de 2013    | 5                              | 0                              | 0                              | 5                              |
| Royal Jordanian                        | 1 de septiembre de 2014  | 7                              | 0                              | 0                              | 7                              |
| Saudia                                 | 2 de febrero de 2016     | 0                              | 13                             | 8                              | 21                             |
| Singapore Airlines                     | 14 de marzo de 2018      | 0                              | 0                              | 24                             | 24                             |
| Scoot                                  | 5 de febrero de 2015     | 11                             | 10                             | 0                              | 21                             |
| Shanghai Airlines                      | 21 de septiembre de 2018 | 0                              | 7                              | 0                              | 7                              |
| Thai Airways                           | 25 de julio de 2014      | 6                              | 2                              | 0                              | 8                              |
| TUI Airlines Netherlands               | 8 de junio de 2014       | 3                              | 0                              | 0                              | 3                              |
| TUI fly Belgium                        | 19 de octubre de 2016    | 2                              | 0                              | 0                              | 2                              |
| TUIfly Nordic                          | 21 de septiembre de 2021 | 0                              | 1                              | 0                              | 1                              |
| TUI Airways                            | 1 de octubre de 2017     | 8                              | 5                              | 0                              | 13                             |
| Turkish Airlines                       | 25 de junio de 2019      | 0                              | 23                             | 0                              | 23                             |
| United Airlines                        | 4 de noviembre de 2012   | 12                             | 41                             | 21                             | 74                             |
| Uzbekistan Airways                     | septiembre de 2016       | 7                              | 0                              | 0                              | 7                              |
| Vietnam Airlines                       | 4 de agosto de 2015      | 0                              | 11                             | 4                              | 15                             |
| Vistara                                | 28 de febrero de 2020    | 0                              | 5                              | 0                              | 5                              |
| Virgin Atlantic Airways                | 28 de octubre de 2014    | 0                              | 17                             | 0                              | 17                             |
| Xiamen Air                             | 3 de septiembre de 2014  | 6                              | 6                              | 0                              | 12                             |
| WestJet Airlines                       | 17 de enero de 2019      | 0                              | 7                              | 0                              | 7                              |
| ZIPAIR Tokyo                           | 27 de octubre de 2019    | 0                              | 7                              | 0                              | 7                              |
| Otros operadores                       | Fecha de entrega         | Número de aparatos en servicio | Número de aparatos en servicio | Número de aparatos en servicio | Número de aparatos en servicio |
| Otros operadores                       | Fecha de entrega         | 787-8                          | 787-9                          | 787-10                         | Total                          |
| Abu Dhabi Amiri Flight                 | 4 de enero de 2014       | 1                              | 0                              | 0                              | 1                              |
| Deer Jet                               | 4 de agosto de 2016      | 1                              | 0                              | 0                              | 1                              |
| Fuerza Aérea Mexicana                  | 3 de febrero de 2016     | 1                              | 0                              | 0                              | 1                              |
| Gobierno de la República de Uzbekistán | 2 de diciembre de 2020   | 1                              | 0                              | 0                              | 1                              |
| Total                                  |                          | 369                            | 328                            | 91                             | 788                            |

### Asia
China
Suparna Airlines (3)
 EAU
Royal Jet (1)

### Europa
Reino Unido
- Norwegian Air UK (24)[293]

## Accidentes e incidentes

### Vuelo 171 de Air India
- El 12 de junio de 2025, el vuelo 171 de Air India operado por un Boeing 787-8 Dreamliner (matrícula VT-ANB), se estrelló poco después de despegar del Aeropuerto de Ahmedabad, India, con destino al Aeropuerto de Londres-Gatwick. La aeronave impactó contra un edificio en el campus del B.J. Medical College, un colegio de medicina, causando la muerte de 260 personas, incluidas 241 a bordo y 19 en tierra. El accidente dejó solo un superviviente y constituye la primera pérdida total (hull loss) y el primer accidente fatal de un Boeing 787 desde su entrada en servicio en 2011.

### Problemas operativos

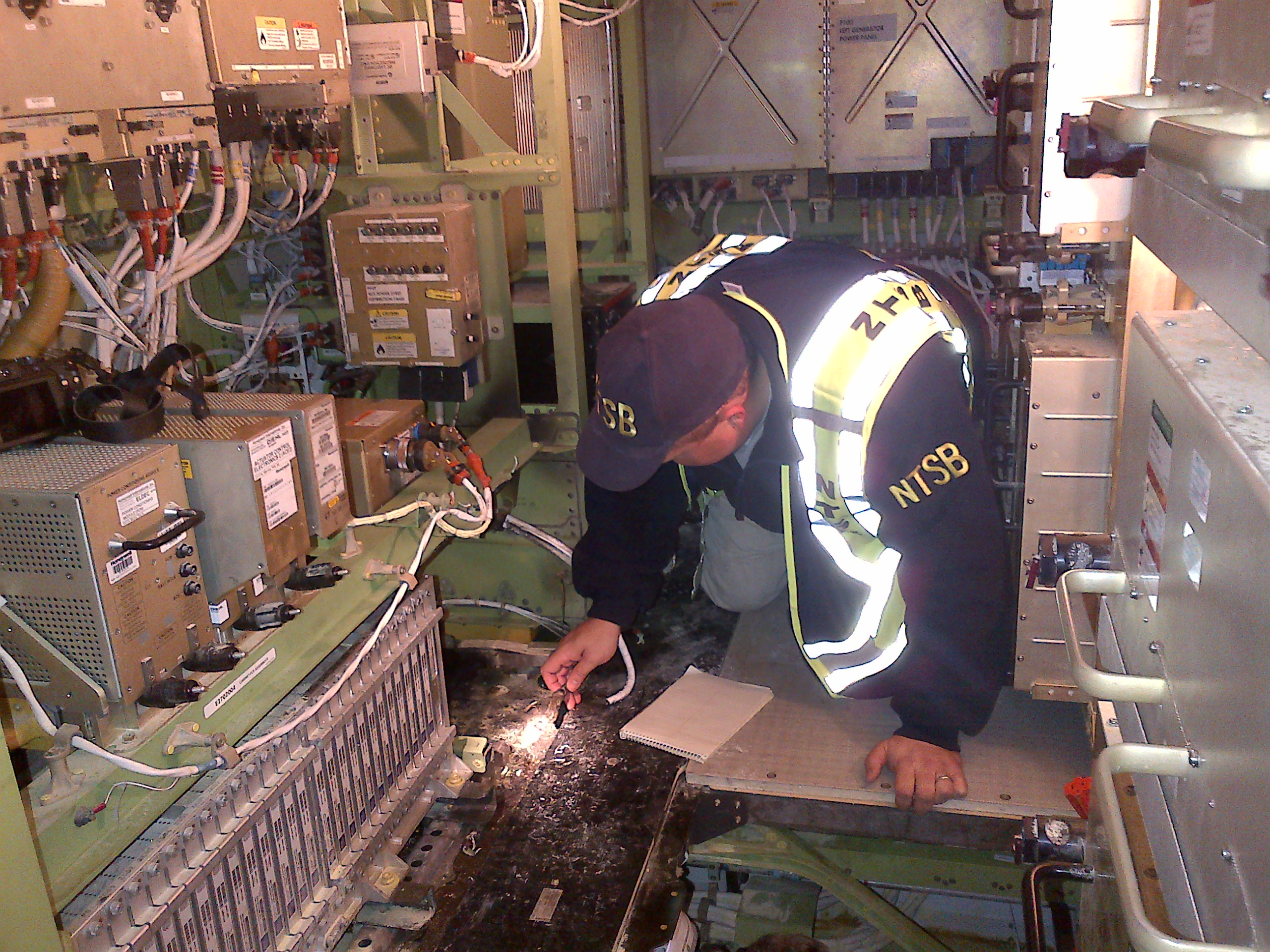
Un agente de la Junta Nacional de Seguridad del Transporte inspeccionando la zona donde se ubicaba la batería dañada del Boeing 787-8 de Japan Airlines.

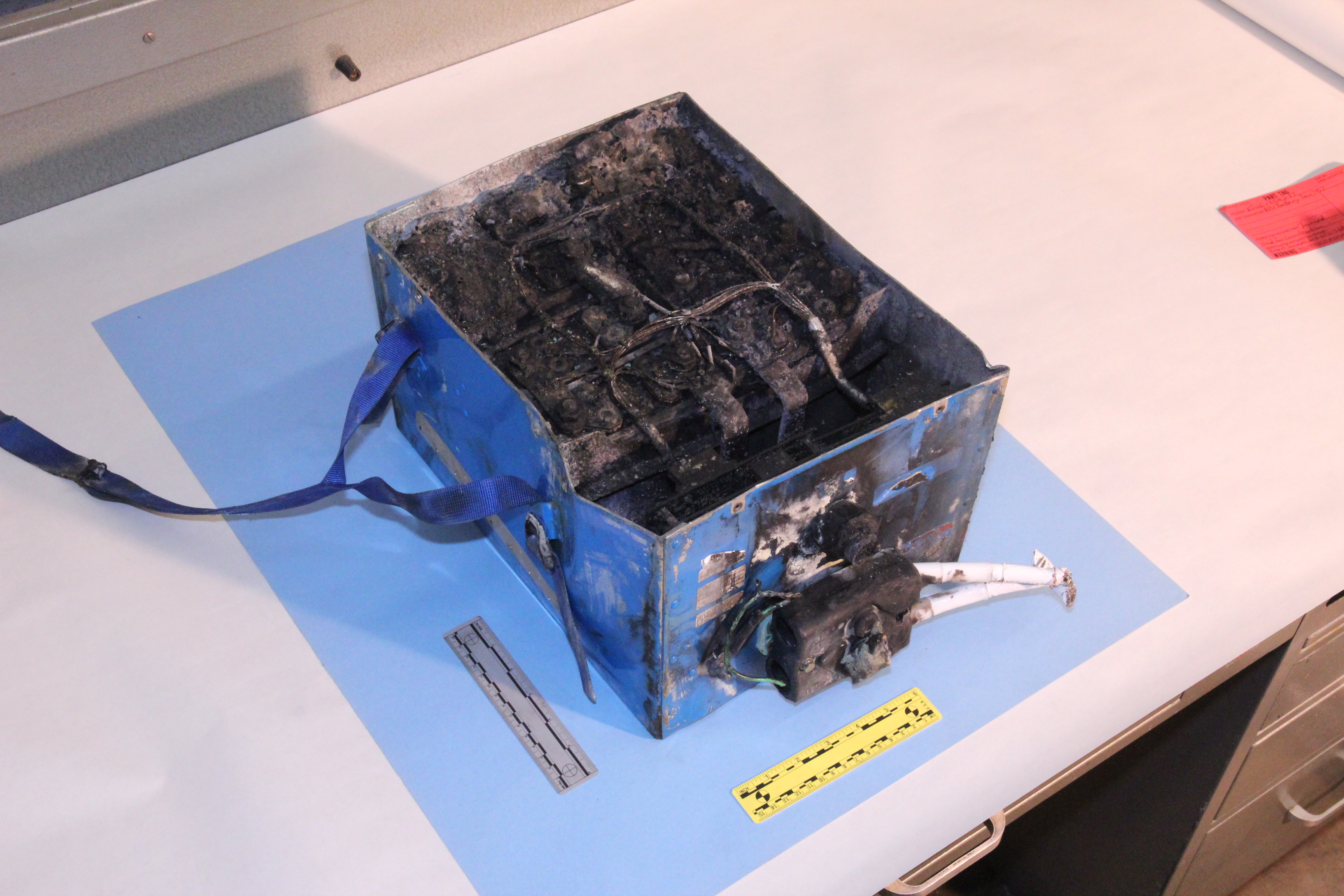
La batería dañada del Boeing 787-8 de Japan Airlines.

Al menos cuatro aeronaves tuvieron problemas con el sistema eléctrico durante el primer año de servicio del Dreamliner. En diciembre de 2012, el director ejecutivo de Boeing, James McNerney, dijo a los medios de comunicación que los problemas no eran mayores a los encontrados en la entrada en servicio de otros modelos, como el Boeing 777. El 25 de noviembre de 2012, se había informado que Air India había solicitado el traslado de un equipo de ingenieros de Boeing a la India para solventar problemas en sus aeronaves.
El 7 de enero de 2013, una batería se recalentó y prendió fuego en un 787-8 operado por Japan Airlines (JAL) que se encontraba en el aeropuerto internacional Logan. Un segundo 787-8 también operado por JAL tuvo una fuga de combustible el 8 de enero, por lo que el vuelo de vuelta desde Boston tuvo que ser cancelado. El 9 de enero, United Airlines informó de un problema con el cableado en uno de sus seis 787, concretamente en la misma zona donde se quemó la batería del avión de JAL; posteriormente la Junta Nacional de Seguridad del Transporte (NTSB) inició una investigación para aclarar los hechos. El 11 de enero de 2013, un 787 sufrió otro incidente cuando una de las ventanillas de la cabina se resquebrajó y posteriormente se encontró que el motor también tenía fugas de combustible. Ese mismo día, la Administración Federal de Aviación (FAA) anunció una revisión integral de los sistemas críticos del 787, incluyendo el diseño, la fabricación y el montaje. El Secretario de Transporte de los Estados Unidos, Ray LaHood, indicó que la administración estaba "buscando las causas" detrás de los problemas recientes. El jefe de la FAA, Michael Huerta, dijo que nada de lo encontrado hasta aquel momento indicaba que el 787 no fuese un avión seguro.
El 13 de enero de 2013, se descubrió durante una inspección que un 787 de Japan Airlines tenía una fuga de combustible cercana a los 100 litros. La aeronave inspeccionada era la misma que tuvo la fuga de combustible en Boston el 8 de enero. Sin embargo, esta nueva fuga la había provocado una válvula diferente, desconociéndose en ambos casos las causas. Llegado a ese punto, el ministerio de Transporte del Japón también empezó su propia investigación.
El 16 de enero de 2013, un 787-8 de All Nippon Airways realizó un aterrizaje de emergencia en el Aeropuerto de Takamatsu situado en la isla de Shikoku, después de que la tripulación de cabina recibiese una advertencia del sistema de vuelo informando de que había humo dentro de uno de los compartimentos eléctricos. Los pasajeros y la tripulación salieron ilesos, siendo evacuados mediante toboganes de emergencia. La aerolínea achacó el incidente al sistema de la aeronave, que había generado un mensaje erróneo en la cabina notificando un fallo de funcionamiento de la batería.
El 25 de agosto de 2016, el vuelo ANA241 de All Nippon Airways, que realizaba la ruta entre el aeropuerto de Tokio-Narita y el de Fukuoka, tuvo que dar media vuelta por culpa de una avería de uno de sus motores Rolls-Royce Trent 1000. Tras ello, la compañía inmovilizó en tierra a 6 de sus 50 Boeing 787 y canceló varios vuelos mientras comprobaban los motores, ya que este tipo de incidente había ocurrido antes (febrero y marzo de 2016). Rolls-Royce y ANA identificaron rápidamente las causas de dichos incidentes: erosión y grietas en aletas de la turbina intermedia del motor debidas a «corrosión causada por componentes químicos sulfatados de la atmósfera, sobre todo cuando los motores se usan a una potencia alta y sufren muchos ciclos». Está previsto que el fabricante de dicho motor cambie las piezas involucradas por otras de nuevo diseño que estarán disponibles a finales del año 2016. Mientras tanto, ANA ha decidido cambiar los motores en cuestión por otros nuevos hasta que esté disponible el modelo modificado.

El 20 de abril de 2019 el periódico New York Times publicó un reportaje afirmando que los aviones Boeing 787 ensamblados en Carolina del Sur carecían de la correcta supervisión en el control de calidad, pudiendo haber restos de materiales y herramientas dentro de los aviones, primando la velocidad en las entregas frente a la calidad en el producto.
El 11 de marzo de 2024 el vuelo 800 de LATAM Airlines cubriendo la ruta entre Sídney y Santiago, con escala en Auckland sufrió un incidente mientras se encontraba en ruta a la ciudad neozelandesa cuando la aeronave cayó repentinamente desde su altitud de crucero, resultando 50 personas heridas a bordo. Posteriormente Boeing emitió una recomendación para revisar los interruptores de los asientos de la cabina de mando en la próxima mantención de las aeronaves. Así también la FAA, en agosto del mismo año emitió una directiva de aeronavegabilidad para la inspección de los interruptores de los asientos de las tres series del modelo 787, afectando a un total de 895 aeronaves.
El 12 de junio de 2025, Vuelo 171 de Air India, un Boeing 787 Dreamliner con 242 personas a bordo cayó  a poco de despegar en una zona residencial de la India. Se trata del vuelo AI171 de Air India que partía del aeropuerto de Ahmedabad (oeste de la India) con destino al aeródromo de Gatwick (en Londres, Reino Unido).
No se han contabilizado las víctimas por ser una situación en desarrollo, ni hay informes del accidente; pero las supuestas imágenes que circulan son catastróficas.
Acciones de Boeing caen -8% en el pre mercado. 

#### Directiva de aeronavegabilidad de emergencia y paralización de la flota
El 16 de enero de 2013, las aerolíneas japonesas ANA y JAL anunciaron que paralizaban y suspendían los vuelos de sus 787 de manera voluntaria, después de los múltiples incidentes relacionados con este aparato. Estas dos aerolíneas eran en aquel momento los principales operadores del 787, ya que 24 de los 50 Dreamliners entregados hasta entonces eran suyos.
Ese mismo día, la FAA publicó una directiva de aeronavegabilidad de emergencia, ordenando a todas las aerolíneas de los Estados Unidos que paralizasen sus Boeing 787 hasta que se determinasen las modificaciones necesarias para eliminar el riesgo de recalentamiento de las baterías o de que éstas se incendien. La FAA también anunció que iba a llevar a cabo una amplia revisión de los sistemas críticos del 787. Esta revisión se centra en la seguridad de las baterías de ion de litio fabricadas en dióxido de cobalto y litio (LiCo). El contrato que Boeing firmó para las baterías del 787 data del año 2005, cuando las baterías de LiCo eran las únicas disponibles, pero desde entonces han aparecido nuevos modelos que generan una menor reacción energética en situaciones de cambios bruscos de temperatura. Ésta se convirtió en la primera paralización total de una aeronave por parte de la FAA desde el año 1979. Los expertos de la industria aeroespacial discrepan sobre las consecuencias de estos problemas. Mientras que Airbus confía en que Boeing va a resolver el problema, y que las aerolíneas no van a cambiar el modelo de avión, otros prevén que el problema va a tener una solución cara y de tenerla, podría tardar más de un año.
La única aerolínea con sede en EE. UU. que en el momento del incidente opera el Dreamliner es United Airlines, con un total de 6 unidades. La DGAC Chile obligó a LAN Airlines a paralizar su flota de 3 Dreamliners. La autoridad aeronáutica de la India también hizo lo mismo con Air India, que dejó en tierra sus 6 Dreamliners. El Ministerio de Transporte del Japón convirtió en oficial la decisión que ANA y JAL tomaron de modo voluntario, tras el anuncio de la FAA. La Agencia Europea de Seguridad Aérea también hizo eco de las recomendaciones de la FAA y ordenó parar los 2 Dreamliners operados por LOT Polish Airlines. Qatar Airways también anunció que dejaban en tierra sus 5 Dreamliners. El último operador en suspender las operaciones del modelo fue Ethiopian Airlines, paralizando sus 4 Dreamliners. Con ello, todas las 50 unidades entregadas hasta la fecha habían sido dejadas en tierra.
El 7 de marzo de 2013, la Junta Nacional de Seguridad del Transporte publicó un informe provisional sobre el incendio de la batería ocurrido en el Aeropuerto de Boston el 7 de enero de 2013. Los investigadores relataron que la parte frontal de la batería de la unidad de potencia auxiliar emanaba una gran cantidad de humo y fuego. También señalaron que los equipos de bomberos intentaron extinguir el fuego, pero tanto el humo como las llamas no se llegaron a apagar con su intervención.
Tras una serie de pruebas, Boeing completó el rediseño de las baterías el 5 de abril de 2013. El 787 retornó al servicio el 27 de abril de 2013, tras la aprobación de los cambios en el sistema.
El 3 de enero de 2021 el vuelo 549 de Aeroméxico que cubría la ruta Cancún a Ciudad de México, operado por un Boeing 787 tuvo que abortar el despegue después que se presentaran fallos en uno de los motores debido a un impacto con ave. Los pasajeros fueron evacuados, algunos con ligeros golpes.

### Problemas de software
El 30 de abril de 2015 la Administración Federal de Aviación (FAA) ordenó a partir del 1 de mayo de 2015 una directiva de aeronavegabilidad la cual consiste en apagar los sistemas eléctricos en un período menor a 248 días para prevenir el desbordamiento en el conteo de microsegundos de las unidades de control generadoras.

## Especificaciones técnicas
Fuentes:
- Catálogo del 787[161]

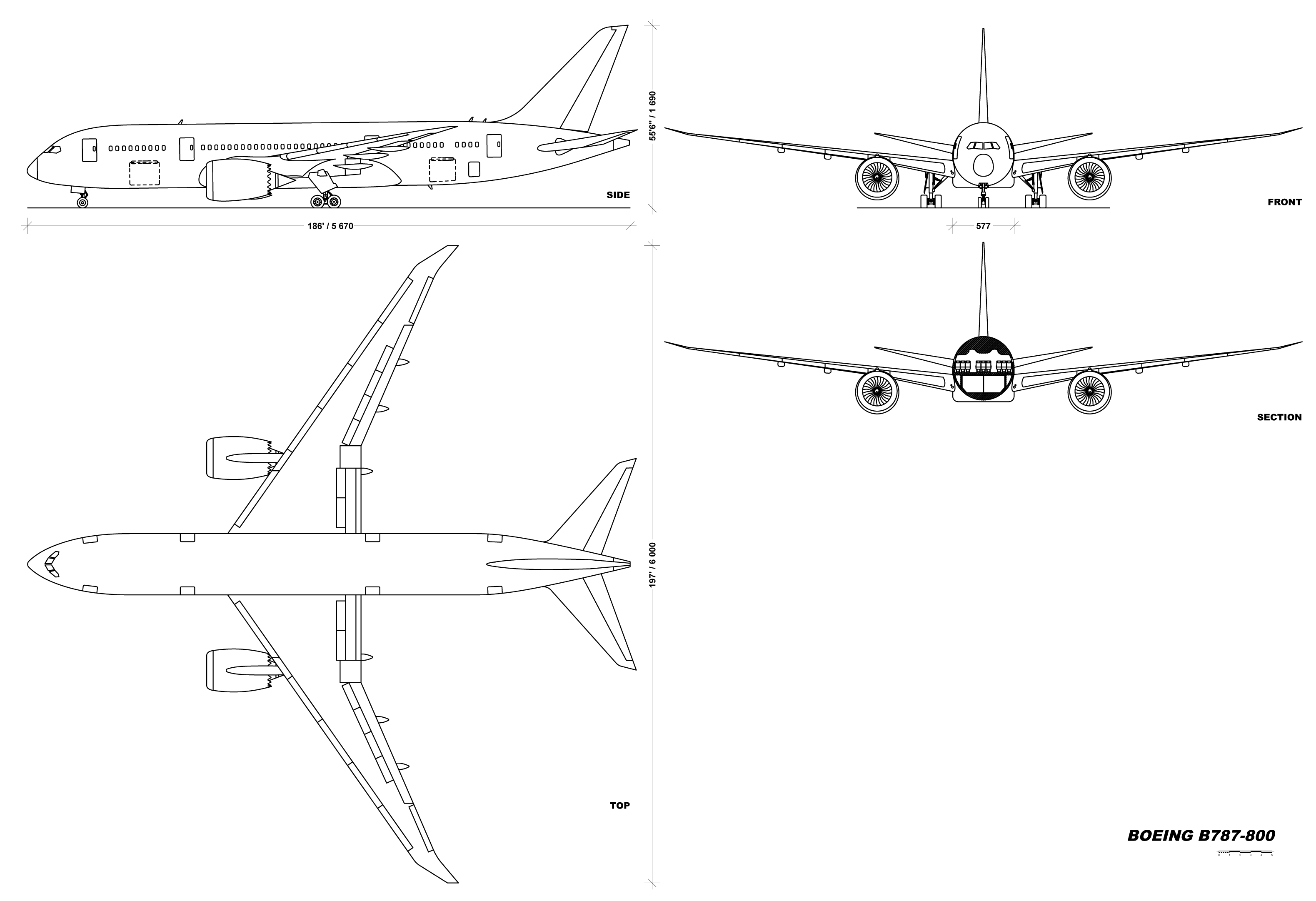
Geometría descriptiva del Boeing 787-8.

- Compatibilidad aeroportuaria del 787-8[341]
- Folleto de características del 787[159][160]

| Modelo                          | 787-8                                                                                       | 787-9                                                                                       | 787-10                                                                                      |
| ------------------------------- | ------------------------------------------------------------------------------------------- | ------------------------------------------------------------------------------------------- | ------------------------------------------------------------------------------------------- |
| Tripulación                     | 2 pilotos y 12 auxiliares de vuelo                                                          | 2 pilotos y 12 auxiliares de vuelo                                                          | 2 pilotos y 12 auxiliares de vuelo                                                          |
| Capacidad                       | 161 (3 clases) 247 (2 clases) 335 (alta densidad)                                           | 222 (3 clases) 283 (2 clases) 389 (alta densidad)                                           | 327 (3 clases) 396 (dos clases) 440 (alta densidad)                                         |
| Longitud                        | 56,7 m                                                                                      | 62,8                                                                                        | 68,3                                                                                        |
| Envergadura                     | 60,1 m                                                                                      | 60,1 m                                                                                      | 60,1 m                                                                                      |
| Superficie alar                 | 325 m²                                                                                      | 325 m²                                                                                      | 325 m²                                                                                      |
| Flecha alar                     | 32,2 grados                                                                                 | 32,2 grados                                                                                 | 32,2 grados                                                                                 |
| Altura                          | 16,9 m                                                                                      | 17,0 m                                                                                      |                                                                                             |
| Dimensiones del fuselaje        | Ancho: 5,77 m / Alto: 5,97 m                                                                | Ancho: 5,77 m / Alto: 5,97 m                                                                | Ancho: 5,77 m / Alto: 5,97 m                                                                |
| Ancho máximo de cabina          | 5,49 m                                                                                      | 5,49 m                                                                                      | 5,49 m                                                                                      |
| Capacidad de carga              | 137 m³ 28 LD3 o 9 palés (88x125) u 8 palés (96x125) + 2 LD3                                 | 172 m³ 36 LD3 u 11 palés (88x125) u 11 palés (96x125)                                       | 175 m³ 40 LD3 o 13 palés (88x125) o 13 palés (96x125)                                       |
| Peso máximo al despegue         | 227 930 kg                                                                                  | 254 011 kg                                                                                  |                                                                                             |
| Peso máximo para el rodaje      | 228 383 kg                                                                                  | 254 692 kg                                                                                  |                                                                                             |
| Peso máximo al aterrizaje       | 172 365,1 kg                                                                                | 192 776,76 kg                                                                               | 201 848,6 kg                                                                                |
| Peso máximo sin combustible     | 161 025,29 kg                                                                               | 181 436,95 kg                                                                               | 201 848,6 kg                                                                                |
| Peso operativo en vacío         | 117 480,42 kg                                                                               | N/A                                                                                         | N/A                                                                                         |
| Velocidad de crucero            | Mach 0,85 (490 nudos, 913 km/h a 10 700 m)                                                  | Mach 0,85 (490 nudos, 913 km/h a 10 700 m)                                                  | Mach 0,85 (490 nudos, 913 km/h a 10 700 m)                                                  |
| Velocidad de turbulencia        | Mach 0,84 o 310 KIAS nudos, a o por encima de FL 250 y 290 KIAS nudos por debajo de FL 250) | Mach 0,84 o 310 KIAS nudos, a o por encima de FL 250 y 290 KIAS nudos por debajo de FL 250) | Mach 0,84 o 310 KIAS nudos, a o por encima de FL 250 y 290 KIAS nudos por debajo de FL 250) |
| Velocidad máxima                | Mach 0,9 (954 km/h a 10.700 m, 35 000 ft)                                                   | Mach 0,9 (954 km/h a 10.700 m, 35 000 ft)                                                   | Mach 0,9 (954 km/h a 10.700 m, 35 000 ft)                                                   |
| Alcance, (a carga plena)        | 7,355 nm (13,620 km)                                                                        | 7,635 nmi (14,140 km)                                                                       | 6,430 nmi (11,910 km)                                                                       |
| Carrera de despegue en MTOW     | 3140 m; Motor de empuje elevado: 2590 m                                                     |                                                                                             |                                                                                             |
| Capacidad máxima de combustible | 101 330 litros                                                                              | 101 451 litros                                                                              | 101 451 litros                                                                              |
| Techo de vuelo                  | 13 100 m (43 100 ft)                                                                        | 13 100 m (43 100 ft)                                                                        | 13 100 m (43 100 ft)                                                                        |
| Motores (×2)                    | General Electric GEnx o Rolls-Royce Trent 1000                                              | General Electric GEnx o Rolls-Royce Trent 1000                                              | General Electric GEnx o Rolls-Royce Trent 1000                                              |
| Empuje (×2)                     | 280 kN                                                                                      | 320 kN                                                                                      | 340 kN                                                                                      |

## Competidores
Airbus ha ofrecido su A350 como su competencia directa contra este modelo, aunque su desarrollo se ha visto ralentizado como consecuencia de los retrasos por los problemas en el bastante mayor A380, lo que ha obligado al consorcio europeo a destinar más recursos humanos y materiales para solucionarlos, por lo que muchos analistas consideran que llegará más bien tarde para ser verdadera competencia del Dreamliner.
Aunque el Airbus A380 con capacidad de hasta 800 pasajeros no compite directamente con el Boeing 787, en cierta forma muestra la filosofía de ambas compañías: mientras Airbus opta por un avión de gran tamaño para transportar más pasajeros a la vez entre grandes aeropuertos, descongestionando y agilizando el flujo aéreo, Boeing apuesta por un avión de largo alcance que pueda evitar esos congestionamientos de los grandes hubs y operar directamente rutas "punto a punto" sin tener que hacer escalas intermedias; similar a lo que busca Airbus con su A350.

### Desarrollos relacionados
- Boeing Sonic Cruiser
- Boeing 747-8
- Proyecto Yellowstone

### Aeronaves similares
- Boeing 767
- Airbus A330
- Airbus A350
- Airbus A220
- Boeing 777
- CRAIC CR929
- COMAC C919

### Secuencias de designación
- Aviones comerciales a reacción de Boeing: 707 • 717 • 720 • 727 • 737 • 747 • 757 • 767 • 777 • 787